# Animaux totémiques de l'Hérault
 (juillet 2019).
Si vous disposez d'ouvrages ou d'articles de référence ou si vous connaissez des sites web de qualité traitant du thème abordé ici, merci de compléter l'article en donnant les références utiles à sa vérifiabilité et en les liant à la section « Notes et références ».
Les animaux totémiques de l'Hérault sont des emblèmes exhibés lors de manifestations culturelles ou de fêtes votives dans le département de l'Hérault. Les habitants des villages s'organisent pour faire défiler dans les rues un animal totémique représentatif des lieux. La plupart sont de tradition très ancienne (comme le chameau, lo camèl, de Béziers), souvent liée à une légende.

## Généralités
La majorité des animaux totémiques ont été créés à partir du XVIe siècle. Le plus ancien animal totémique connu est le chameau (lo camèl) de Béziers, suivi par l'âne de Gignac et le poulain de Pézenas. Leur forme est parfois très libre et fantaisiste (le chameau de Béziers n'a qu’une bosse…) et leur taille et poids sont très variables. Un des plus lourds est le poulain de Pézenas, le plus gros étant le chameau de Béziers. Il s'agit le plus souvent d'une construction faite en bois et recouverte d'une toile colorée, à l'intérieur de laquelle des porteurs se nichent pour faire déplacer l'animal totem lors de processions. Le nombre de porteurs varie selon la taille de la construction. Durant l'histoire, certains de ces totems ont pu disparaître pour renaître quelques années ou siècles plus tard. Il en est même qui ont été détruits (tel le chameau de Béziers) lors des périodes révolutionnaires.
Ils sont souvent accompagnés par un autre animal-totem, commun à de nombreux villages, le « chevalet », représentant un cheval porté à la taille par un homme dont le tronc dépasse du corps de l'animal. On retrouve le chevalet dans de nombreux villages : Valros, Lansargues, Poussan… mais aussi à Agde et Montpellier.
La symbolique de l'animal totémique est très manichéenne. Certains sont un symbole du mal (la chenille de Pinet ou le rhynchite de Pomérols mange des feuilles de vigne, donc elle symbolise les ennemis de la viticulture) et servent donc pour les villageois à exorciser les malheurs qui ont frappé le village, tel le serpent de Bédarieux. D'autres animaux totémiques symbolisent le bien, ou du moins des vertus positives (le courage, la force et la ruse), comme l'âne de Bessan ou de Gignac, ou la miraculeuse chèvre de Montagnac.
Il existe par ailleurs de rares animaux totémiques en dehors du département de l'Hérault, outre la Tarasque de Tarascon, tels l'ours de Prats-de-Mollo dans les Pyrénées-Orientales, le « bœuf qui vole » (le vola buòu en occitan) à Saint-Ambroix dans le Gard, ou encore « l'âne qui vole » à Gonfaron et le sanglier de Varages dans le Var.
La municipalité de Béziers, dirigée alors par son maire Raymond Couderc, a remis au goût du jour le défilé des animaux totémiques lors de la « fête des Caritachs ». Pour l'occasion, de nombreux animaux totémiques venus de nombreux villes et villages héraultais défilent dans les rues de la ville, et notamment sur les allées Paul-Riquet.

## Liste des animaux totémiques
Voici la liste de ces animaux totémiques (classés suivant l'ordre alphabétique des communes) :

### La pie d'Abeilhan
Les jours de carnaval à Abeilhan est promenée sur un char une pie géante (en occitan, agaça), accompagnée des paroles : « Soi d'Abelhan, disi pas jamai de mal de digús. Canti », à traduire par : « Je suis d'Abeilhan. Je ne dis jamais de mal de personne. Je chante ».
En effet à l'époque de la Croisade des Albigeois, une jeune fille du village avait réussi à faire dire quelques mots à une pie apprivoisée. Si on demandait à l'animal : « Qui est l'envoyé du pape ? », la pie répondait : « Es Amauri, grr… Es Amauri, grr… », traduit par : « C'est Amaury, grr…, C'est Amaury, grr…  », en imitant Arnaud Amaury, légat du pape Innocent III. Ayant appris l'affaire, le légat envoya un de ses hommes pour prendre en flagrant délit la jeune fille : « Vai-t'en en Abelhan faire cantar l'agaça », « Va à Abeilhan faire chanter la pie ». L'homme ne trouva que la pie, qui se mit à dire : « Es Amauri, es Amauri, Es tant tòrt que tòtil », « C'est Amaury, c'est Amaury, il est aussi retors qu'imbécile ».

### Le poulain d'Adissan
Malgré quelques interruptions, le poulain d'Adissan est attesté depuis les années 20. Le Poulain se présentait à tous les balcons. Et grâce à son long cou, il recevait dans sa gueule des morceaux de tourte, des bouteilles et des pièces. Ces offrandes glissaient jusque dans une corbeille à linge.
Il sort régulièrement depuis, porté par six hommes.

### Le cheval marin d'Agde

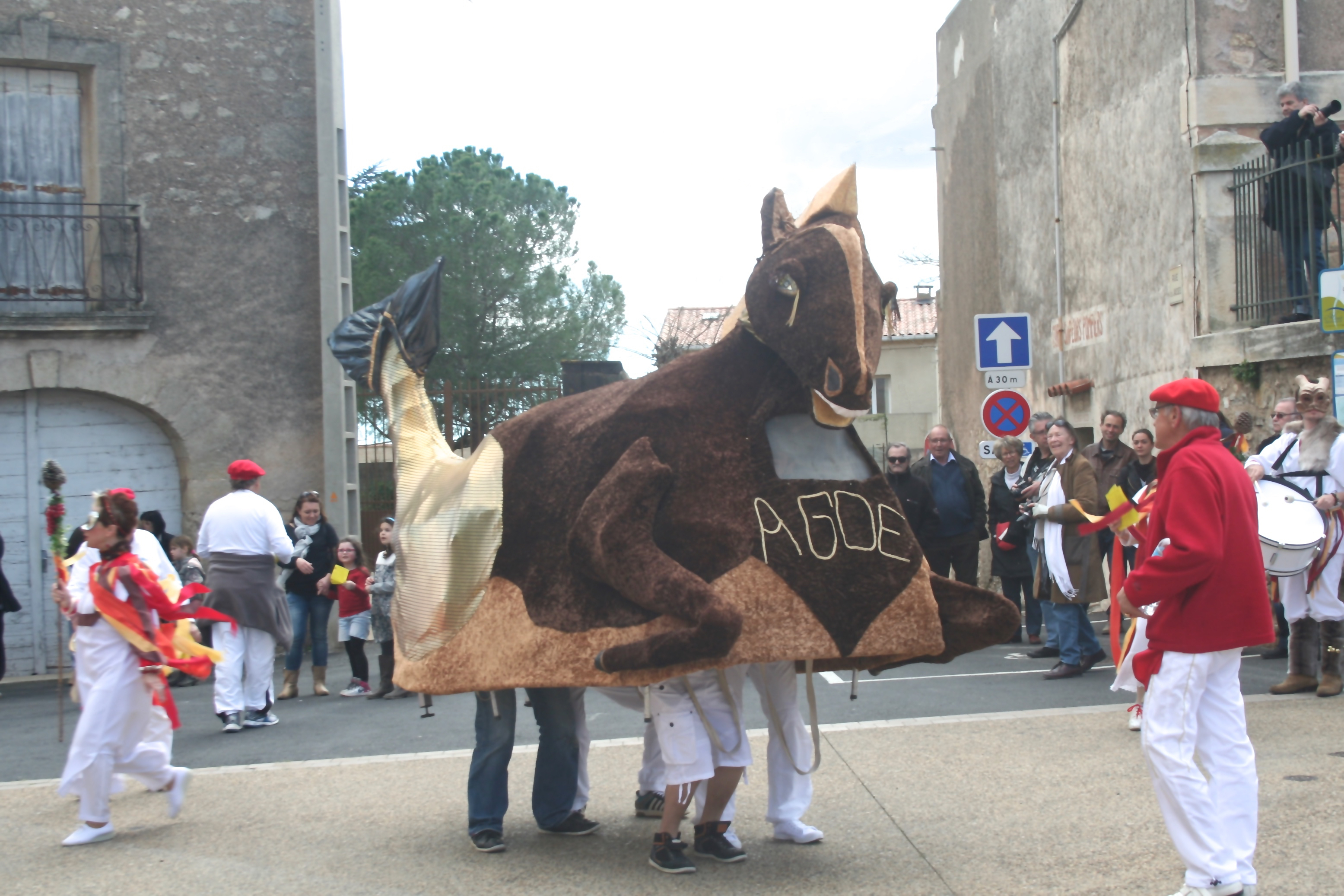
Le cheval marin d'Agde.

Animal totémique de création récente, né en 2009, le cheval marin d'Agde, ou Lo caval marin en occitan est constitué d'une structure de toile posée sur des cerceaux. L'avant de l'animal représente une tête de cheval alors que l'arrière est constitué d'une queue de poisson. Le totem est dirigé par un meneur au son de tambourins. Il s'incline devant les passants qui le caressent en signe de porte bonheur. Le totem est suivi par une troupe de jeunes femmes, les Ménades, censées être les prêtresses de Dionysos. À cet effet, elles portent un thyrse, un bâton entouré de feuilles de vigne et surmonté d'une pomme de pin.
Malgré sa conception relativement récente, cet animal totémique est lui aussi le fruit d'une légende, créée de toutes pièces. Lors de l'Antiquité, Agathé est reine d'Agde. Elle est tellement belle que Dionysos en tombe amoureux. Mais ce dernier l'abandonne au lendemain de la nuit de noces. Agathée a du mal à s'en remettre et sombre dans un profond chagrin. Mais soudainement, la mer Méditerranée se met à trembler et les vagues libèrent un cheval marin. Agathé, alertée par les citadins, voyant un collier d'or pendant au cou de l'animal, comprend que l'animal est une offre de Dionysos. Agathé enfourche alors le cheval marin qui la conduit sur une île lointaine où elle découvre la vigne. Selon Dionysos, le raisin peut être transformé en un breuvage qui donnera la joie de vivre aux Agathois.
Ses sorties : le cheval marin d'Agde  est visible lors des fêtes votives de la ville d'Agde ainsi pour le carnaval.

### Le poulain d'Alignan-du-Vent
Ce poulain (lou pouli en occitan) est né en 1902 au départ un don de la commune de Marseille au village d'Alignan du vent. Ses sorties : les fêtes votives, du 11 novembre et de fin juillet, les brasucades tous les vendredis soir de l'été, ainsi que la foire de printemps qui a lieu mi-avril. Lou Pouli a comme particularité une queue faite avec une véritable queue de cheval de l'ancien forgeron du village.

### L’alouette huppée d'Autignac
L’alouette huppée est l'animal totémique du village d'Autignac. En occitan, l'alouette huppée se nomme lo cauquilhat, ou la cauquilhada en provençal. Il se trouve que la commune d'Autignac est dominée par une colline nommée pic de la Coquillade. Faut-il alors y voir un point commun qui explique l'origine du totem ?

### Le muge de Balaruc-le-Vieux
Partir d'un fait historique devenu légende populaire et le faire revivre sous la forme d'un animal totémique est l'idée que l'association « Le Truc » a proposé aux groupe musical occitan « Les Mourres de Porc ». Depuis le 19 juillet 2002, lo mùjol (en occitan, le muge en français), de Balaruc-le-Vieux est revenu dans la commune dite des « enfangatchs » (les embourbés). Après des siècles d’oubli sur une idée de Marc Ayral, correspondant local de presse, a qui Marcel Franck, un pêcheur balarucois avait raconté cette histoire, l’association « Le Truc » présidée alors par Alain Barry, inspirée par la tradition orale locale, a créé l’animal totémique de Balaruc : Le Muge. Cette création se base sur l’histoire réelle d’un conflit d’intérêt opposant les pêcheurs de la crique de l'Angle (Bassin de Thau) et leur seigneur – l’Évêque de Maguelone - sur l’impôt à payer du fruit de la pêche, et dont les premiers sont sortis gagnants, l’idée d’honorer le poisson symbole du défi de l’autorité était née. L'animal totémique emblématique des bords de l'étang de Thau est construit dans le garage d'Alain Barry en tubes et en toiles colorées. Sont associés pour la partie textile du corps du Muge, Mado Portes, Marie-Odile Cornacchia et Cécile Ragognetti. Deux porteurs sont nécessaires, pour la première année, ce fut Jean-Marie Doire et Luc Frégeac, un à la tête et l'autre à la queue du poisson. Sur son passage, le muge éclabousse les spectateurs. Tout un cortège se forme dans les rues de Balaruc à l'occasion du Passa Carrièra (carrièra en occitan signifiant « rue ») du mois de juillet, accompagné de musiciens.
En 2002, une chanson a été composée à cette occasion Cantem ensems lo mujòl de Balaruc, en occitan, traduit par : « Chantons ensemble le muge de Balaruc ».
Depuis 2018, une nouvelle chanson « Le Muge de Balaruc » accompagne l'animal totémique dans ses déplacements. Elle fut créée par Gilles Balestriere sur une musique de Jérôme Dru.

### Le crapaud de Bassan
Le surnom des habitants de Bassan est manja-crapauds en occitan. Deux habitants de Bassan surpris par un orage, se réfugièrent sous un figuier. La pluie ne cessa qu'à la nuit profonde. Les deux lascars affamés décidèrent de manger les fruits de l'arbre. L'un des compères juché sur les épaules de l'autre cueillait à tâtons les fruits et en faisait passer à son ami. Ce dernier sentit tout à coup dans sa bouche une masse curieuse qu'il avala. C'est alors que l'estomac du bonhomme se mit à coasser…

### Le serpent de Bédarieux
Souvent fabriqué en carton, le serpent (la sèrp, en occitan) est considéré comme le symbole de tous les malheurs qui ont frappé Bédarieux au cours de l'histoire.

### L’âne de Bessan
Il existe deux légendes qui expliquent les origines de l’âne (en occitan ase) de Bessan : La plus ancienne fait référence à une foire aux ânes qui se tenait régulièrement à Bessan, au lieu-dit chemin des ânes. Le plus bel âne était élu par les maquignons et portait alors le nom d’ase designat en occitan (ou âne élu). L'âne élu était alors particulièrement choyé et bien nourri, et participait à des défilés dans les rues, au son du hautbois. Une légende plus récente (datée probablement du début du XXe siècle) fait écho à la légende de l'âne de Gignac où un âne a réussi à repousser l'assaut de pillards étrangers. La légende propre à Bessan ajoute que l'animal a été capturé par les assaillants, puis son corps jeté dans l'Hérault. L'âne flotta alors jusqu'aux abords de Bessan où il fut repêché et soigné. Et il devint ainsi l'emblème du village.

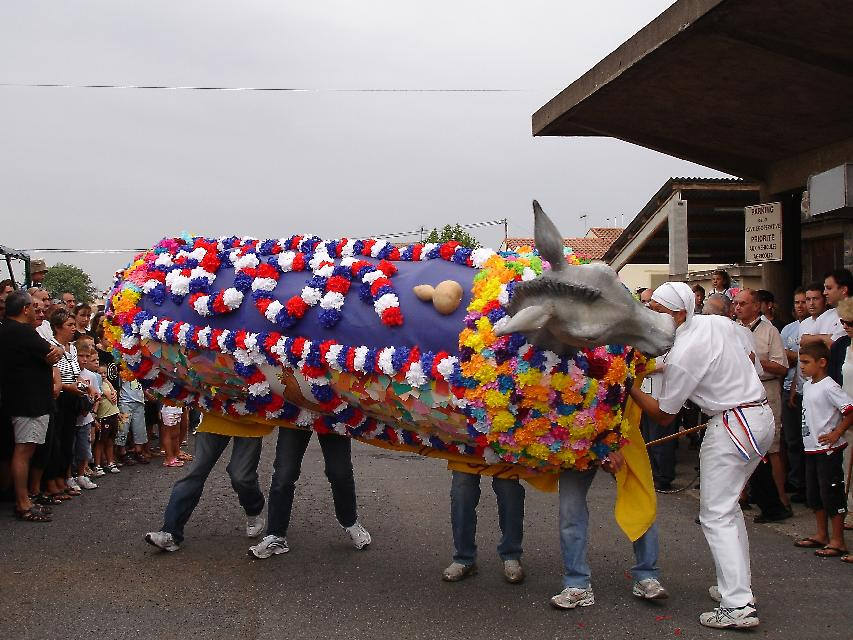
Âne de Bessan.

L'âne de Bessan sort à l'occasion de la fête locale de la Saint-Laurent au début du mois d'août. Lors de cet événement fort populaire à Bessan, les adolescents ont coutume de choisir deux « chefs de jeunesse » et trois demoiselles d'honneur qui danseront dans les rues de Bessan lors du défilé de l'animal. L'âne est accompagné par cinq jeunes hommes : le meneur est celui qui conduit l'animal, il est vêtu de blanc, porte une ceinture tricolore et mène l'âne à coups de fouet. Les quatre autres sont cachés dans le corps de l'animal jupon. Ils sont chargés de faire avancer et danser l'animal. L'âne avance, se penche d'un côté puis de l'autre, puis soudainement recule avant de se dresser tête en bas et queue en l'air. Il virevolte sur lui-même. Les danseurs le saisissent lorsqu'il est en l'air et le défilé continue, toujours suivant le même rythme.
L'animal totémique est constitué d'une charpente de bois, qui donne sa forme à l'animal. La toile qui le recouvre est ornée d'une tuque et d'un coq gaulois sur chacun des flancs de l'âne. L'âne avance au rythme de la musique, mêlant fifre, hautbois et tambours. L'âne, lors de la procession, est précédé par les « chefs de jeunesse » et les demoiselles d'honneur qui procèdent à une quête tout en distribuant des cocardes tricolores. On arbore le drapeau occitan. Cette danse de l'âne se poursuit tard dans la nuit, accompagnée de musique et de coups de pétards. Le lendemain matin, le curé de Bessan bénit l'âne sur le parvis de l'église. Ensuite, l'âne se rend à la mairie où le maire fait un discours fort attendu, suivi d'un apéritif.

### Le chameau de Béziers
L'origine du chameau de Béziers est directement liée à la légende de saint Aphrodise. Aphrodise, venu à Béziers au IIIe siècle de notre ère, est considéré comme étant le premier évêque de la cité. Originaire d’Égypte, il était parvenu jusqu'à Béziers à dos de chameau. À la suite du martyre d'Aphrodise, le chameau fut confié à un potier de la ville afin qu'il en prît soin. Quand Aphrodise fut reconnu comme saint, les responsables municipaux considérèrent comme un honneur de prendre à la charge de la commune tous les frais de l'entretien de l'animal. On lui offrit même un toit pour se loger dans une rue nommée aujourd'hui « rue du Chameau », dans le centre historique de Béziers. Les habitants de la ville firent construire, après la mort de l'animal, une machine en bois qui le représentait et qui devait être conduite chaque année, le 28 avril, en triomphe, vers l'église de son saint patron, l'église Saint-Aphrodise. Il semblerait que cette pratique, sans doute jugée trop païenne, ait disparu au Moyen Âge, l'église n'appréciant pas ces réjouissances trop allégoriques.

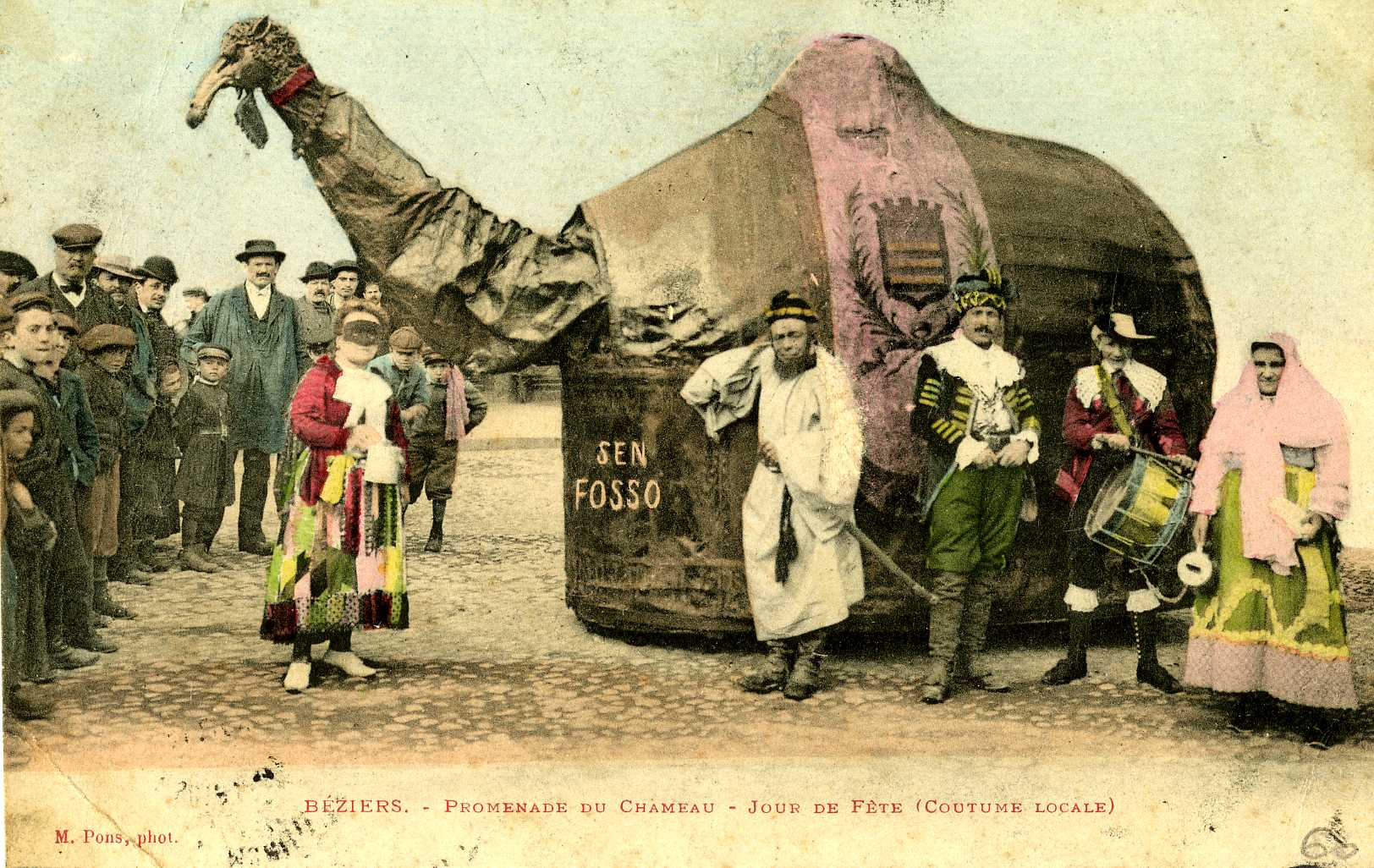
Lo camèl de Besièrs.

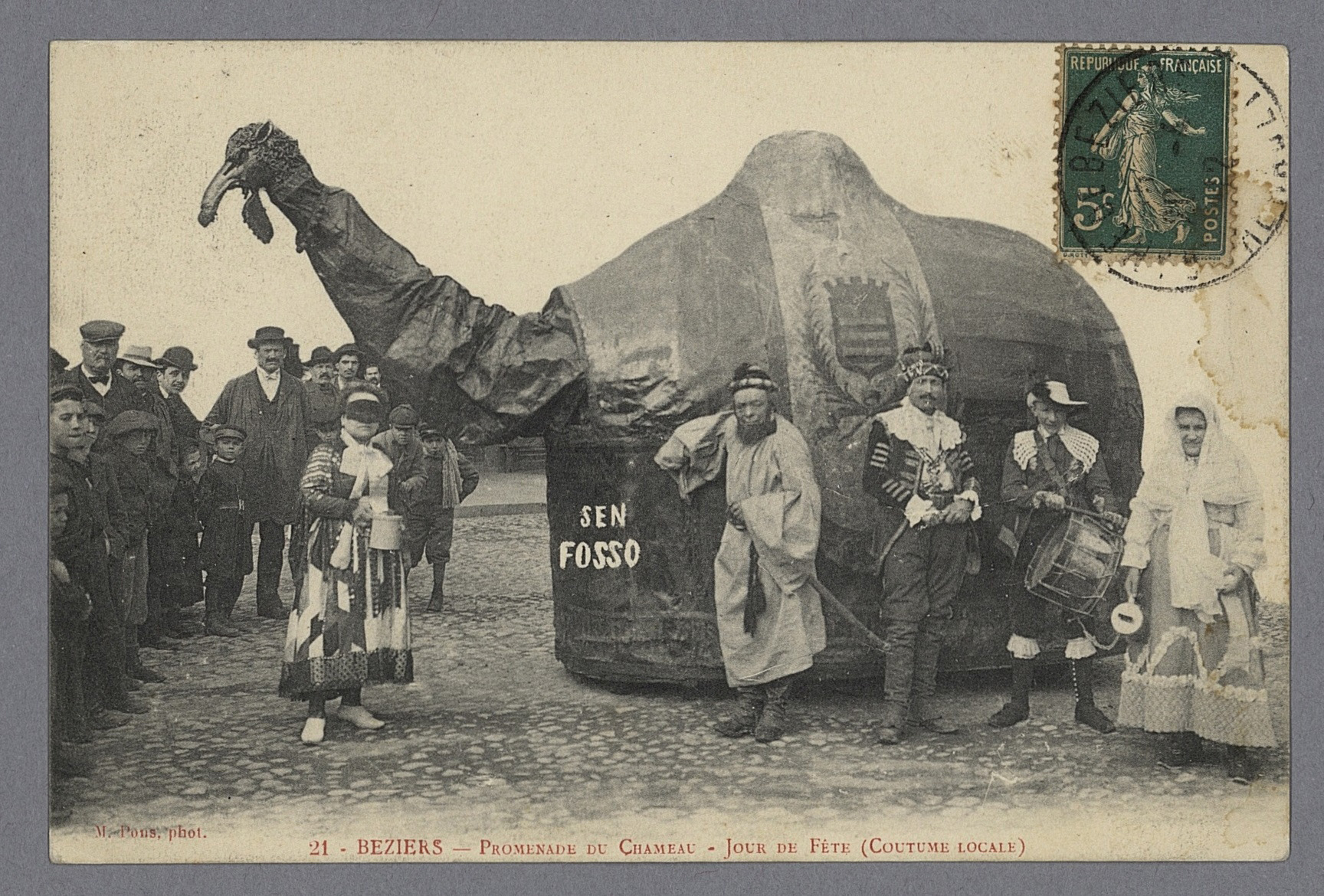
Béziers. Promenade du chameau

En 1632, l'existence du chameau est mentionnée dans les archives de la ville. En 1793, il est brûlé sur la place de la Citadelle, en même temps que tous les titres féodaux. Le fief alloué au chameau pour son entretien, d'un revenu de 1 500 livres, est mis sous séquestre. Le chameau fut porté sur la liste des émigrés et ainsi, les révolutionnaires purent s'emparer de ses revenus. En 1803, les biterrois reconstruisent un nouveau chameau, en bois, recouvert d'une toile colorée portant le blason de la ville. En 1830, le chameau, considéré comme un symbole de la féodalité, fut à nouveau détruit, ses flancs lacérés de coups de sabre. La foule dispersa ses lambeaux de toile. Un antiquaire pensa à sauver la tête de bois du pauvre animal. Un nouveau chameau fut à nouveau brûlé lors des événements de 1848. Enfin, en 1895, il renaît de ses cendres lors de la cavalcade historique qui parcourt les rues de la ville.
Le chameau de Béziers est constitué d'une énorme machine de bois, revêtue d'une toile peinte, sur laquelle sont ajoutées les armoiries de la ville ainsi que deux inscriptions sur ses flancs : l'une en latin Ex Antiquitate Renascor (signifiant « Je renais de l'Antiquité »), l'autre en occitan : Sèm fòrça (c'est-à-dire « Nous sommes nombreux »). L'allure actuelle du totem remonterait au XIVe siècle. Cette machine, qui ne ressemble guère à un chameau au sens actuel mais plutôt à un dromadaire, est actionnée dans ses flancs par quatre hommes qui la font bouger et impriment, par intervalles, un jeu saccadé à un long cou et sa mâchoire aux dents de fer. Ces grosses mâchoires, censées faire peur aux plus petits, furent appelées Nhica-Nhaca (['ɲiko]-['ɲako]) [au XIXe siècle (Nhica-Nhaca représente une onomatopée qui peut signifier « mordre »). Le nom du chameau en occitan est lo camèl. Dans la tradition, le chameau est conduit par un curieux personnage: le Papari (on peut y voir une altération de « papalin » ou « papalino » : soldat du pape). Le Papari est escorté par un groupe de jeunes gens déguisés en sauvages, rappelant les origines exotiques du totem biterrois.
Au cours des années 1970, la municipalité décida d'entreprendre des travaux de réhabilitation du chameau. On lui ajouta même une seconde bosse pour qu'il ait, enfin, l'air d'un vrai chameau. Mais devant les protestations des biterrois, le chameau conserva sa forme originale de chameau à bosse unique. Il existe aujourd'hui[Quand ?] à Béziers une peña baptisée los Camelous. Pendant les soirées festives de la ville, cette peña accompagne lo camèl de Besièrs.

### Le poulpe de Boujan-sur-Libron
Boujan-sur-Libron souffrait d'une famine, lorsqu'un pêcheur annonça la nouvelle : le Libron était rempli de poulpes (en occitan : pofres) venus de la Méditerranée distante de quatre lieues. Les habitants se précipitèrent et constatèrent le miracle. Le village fut sauvé.

### L'oursin de Bouzigues
L'animal totémique de la commune de Bouzigues est l'oursin, comme l'attestent certains textes, notamment une comptine en languedocien retrouvée et publiée par Jean Vinas en 1966 dans le Bulletin de la Société archéologique, scientifique et littéraire de Béziers. L'animal a été recréé en 2022 et est sorti pour la première fois lors du Corso du village, le 3 avril. Il a aussi été invité à Escale à Sète où il a défilé les 15 et 16 avril de la même année.

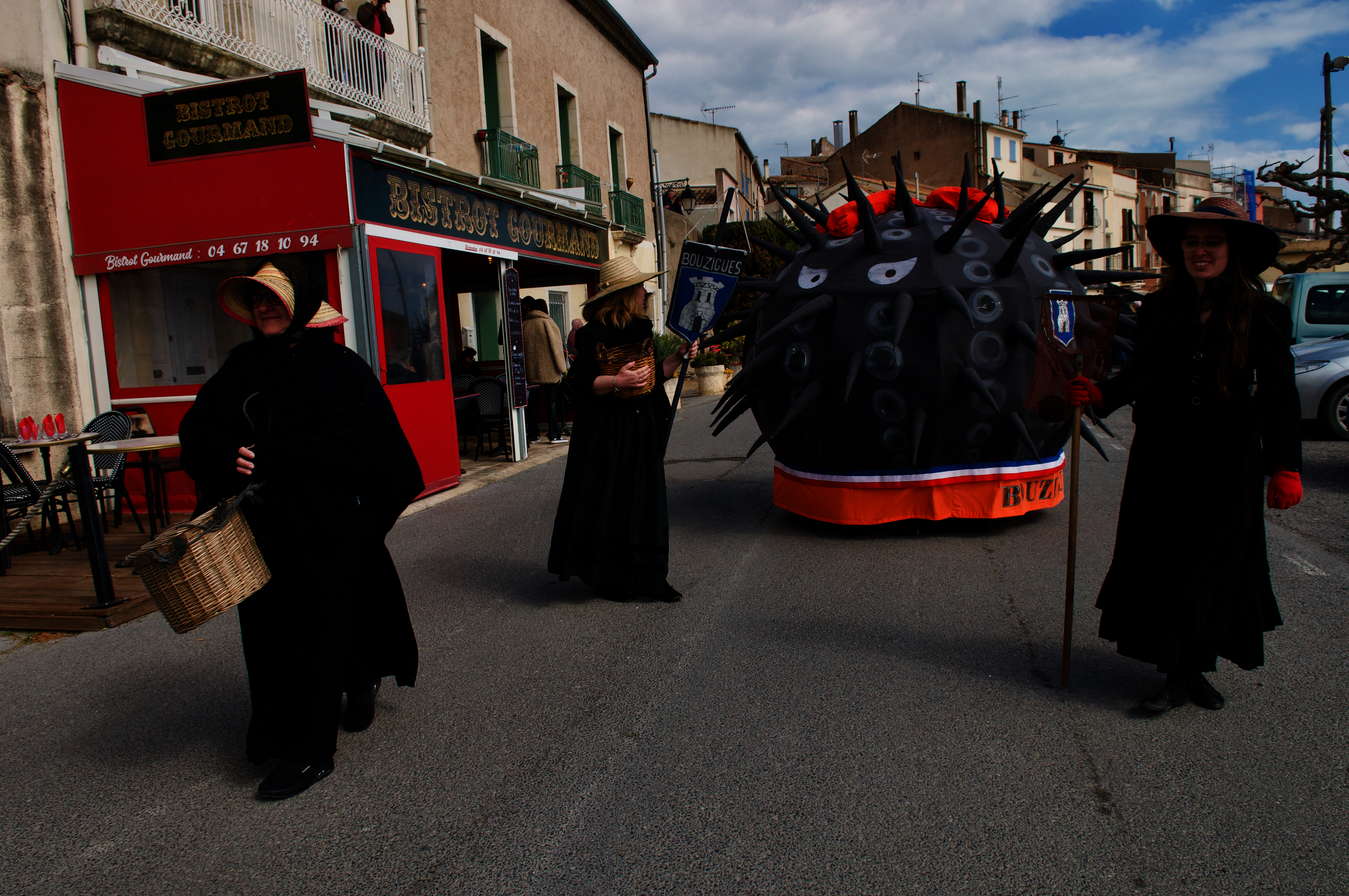
L'Oursin lors du Carnaval bouzigaud, 3 avril 2022

Comme les habitants de Bouzigues avaient, entre autres sobriquets, celui de « crancs » (crabes), certains ont pu croire à tort que l'animal totémique de la commune était le crabe. Ainsi, les Félibres de Montpellier, organisateurs des Fêtes Latines, en 1878, avaient prévu « la promenade d'animaux symboliques, comme le Bœuf de Mèze, le Loup de Loupian, le Poulain de Pézenas, la Tarasque de Tarascon… ». Ils écrivirent au maire de Bouzigues pour demander la participation du Cranc. Le maire, Jules Vinas, répondit par une lettre quelque peu indignée : « Cranc de Bosigas ! c'est une épithète que nous lancent parfois nos voisins, or cette appellation n'a pas cours dans notre cité ». Il ajoute qu'il n'y a jamais eu d'animal symbolique de ce nom à Bouzigues.

### Le loup et la fée de Castelnau-de-Guers

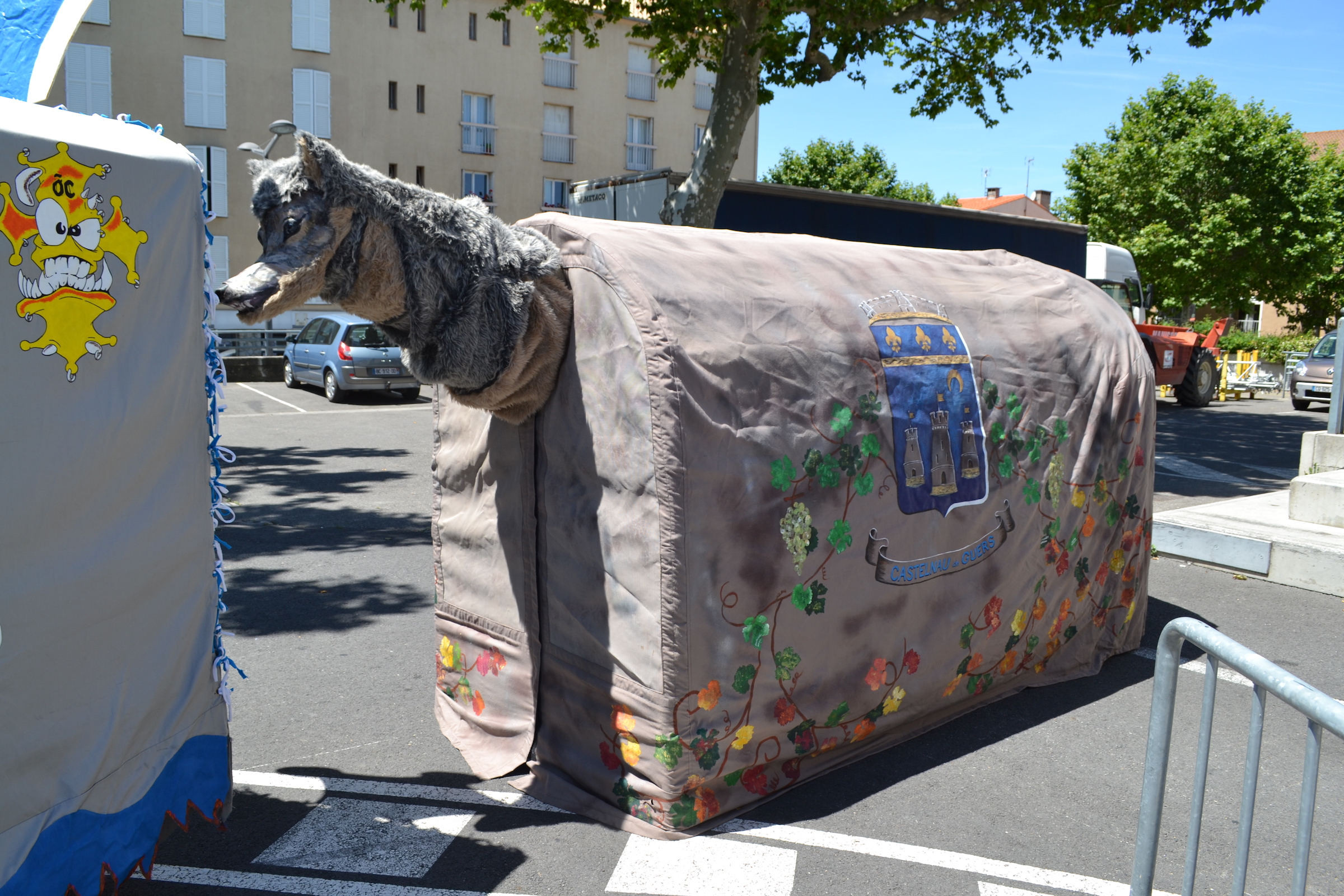
Le loup de Castelnau-de-Guers.

Castelnau-de-Guers a désormais son animal totémique : le loup et la fée (en occitan : lo Lop e la Fada). Ce choix vient du rapprochement avec deux lieux emblématiques de la commune : La Font du loup et l'Étendoir des fées.
La légende nous conte qu'un loup pris au piège fut hypnotisé par un drap baigné de lune que lui lança une fée permettant ainsi au père Garrigou de l'approcher et de le libérer.

### Le lapin de Cers
En occitan Lo Lapin de Cers.

### Le cheval-bayard de Clermont-l'Hérault
En 1988, une association de Clermont-l'Hérault décida de faire revivre le Cheval-Bayard après plus d'un siècle et demi d'absence. En effet, ce cheval qualifié de « bayard » ou « baiard » en occitan (ce qui signifie « baie brun »), et dont l'origine remonterait au IXe siècle, a été brûlé en 1815.

### Le pou de Conas
Le pou, ou plutôt lo pesolh en occitan, est l'animal totémique de Conas, un hameau de la commune de Pézenas. Il est ressuscité en 1976. C'est Guilhèm de Caunas (Conas) revenant de la croisade qui a amené ce pou dans le pays, pou qui par la suite est allé d'un habitant à l'autre du village. La fée Marie-Rose pour débarrasser Conas de ce pesolh, eut l'idée de l'attirer sur sa jarretière, puis de le noyer dans le gouffre (gorg en occitan). Les villageois portent le surnom de mata-pesolh en occitan (traduit par « tueurs de poux »). La jarretière conservée dans la chapelle aurait disparu à la Révolution.

### Le chevalet de Cournonterral

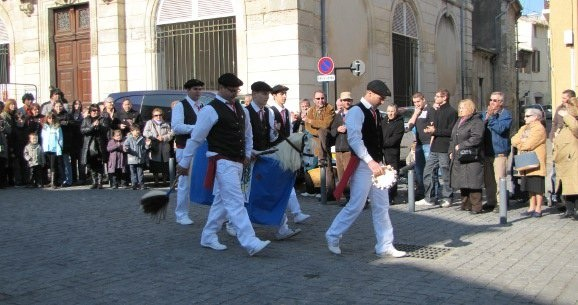
Le Chevalet lors de sa première sortie (2011).

Après une longue période de silence, « Bertrand » le Chevalet de Cournonterral « lo Chivalet » en occitan, est revenu en mars 2011. C’est un hybride au torse et à la tête d’homme, le corps étant celui d’un cheval, nous retrouvons déjà dans la Grèce Antique ce genre d’animal mythologique. On lui trouve une origine dans l’histoire de notre région. Cette danse est en fait une mise en garde contre les flatteurs ou les généreux qui ne donnent rien pour rien et attendent toujours un retour. Ainsi le cheval jupon qui finira par accepter l’avoine ou les caresses, sera facilement étrillé, ferré, et donc domestiqué.

### Tribvs Lvpis, le loup à 3 têtes de Cournonterral
Nouveau venu, le « Tribvs Lvpis », terrible loup à 3 têtes est sorti de sa tanière en juin 2012. Il représente l'âme « reboussière », en occitan, qui se traduit par « contestataire » et revancharde des cournalencs, et est fortement chargé de l'histoire houleuse du village.
La légende
À Cournonterral, il est conté qu’Hannibal et ses éléphants firent une halte à la fontaine du Théron afin de ravitailler son armée sur le chemin de la conquête de Rome. Chez les coculs, nos voisins, quelques personnes en ont décidé autrement. Ainsi s’appropriant cette légende, ils créèrent un éléphant nommé « Cournemasque ». Celui-ci se serait désaltéré à Cournon « SEC ». Les cournalencs à l’esprit revanchard et reboussié firent un tour dans leur histoire, s’appuyant sur un fait historique du XIIIe siècle et écrivirent le conte de Tribvs Lvpis. Au XIIIe siècle, les cornalencs sont affamés par les périodes de disettes et les contraintes infligées par leur seigneur. L’esprit de révolte plane et gronde, mais la désunion règne dans le village. Le seigneur afin de renflouer sa cassette détruit le four communal, contraignant les villageois à payer pour l’utilisation du four banal. Ce qu’ignore le seigneur, c’est qu’une bête sommeille dans son antre; infernale, terrifiante, au poil hirsute, aux dents aiguisées, à la gueule sanglante et fumante, une espèce de loup à trois têtes : Tribvs Lvpis. Elle descend de nos garrigues, de l’église Sainte-Cécile, elle incarne l’âme Cornalenque depuis la nuit des temps. Jadis, elle aurait fait fuir les cornacs d’Hannibal. Investis de cet esprit contestataire, trois bourgeois : Guillaume-Bernard des Trois-Loups, sa sœur Erméniars et leur ami Hugues Cristine fomentent un mouvement de révolte; le seigneur assis sur ses acquis, va être surpris. De nuit la Bête s’approche du bourg en arrivant par le Baou, franchit la porte du Couchant ouverte par les trois reboussiés. Tribvs Lvpis passe devant le four détruit, se dirige vers le château où dort sereinement le seigneur. Des hurlements venus d’outre tombe le réveillent, lui glacent le sang. Affolé, il passe sa tête par la lucarne et là, une foule, torches et armes en mains, scande la révolte. En tête, la bête se dresse sur ses pattes arrière ; l’une de ses têtes est à hauteur de lucarne, la gueule ouverte rageuse. Le seigneur terrifié se barricade dans l’enceinte du château. Le siège dure toute la nuit. C’est au petit jour qu’il rend les armes. Et les soldats livrent le despote affameur aux insurgés. Il franchit, fier et hautain, le seuil de son domaine mais face à l’adversaire et à la vue des trois gueules, il se résigne et s’allonge sur le sol, face contre terre et demande grâce. Il lui est ordonné de se lever. Lecture lui est faite de l’édit du roi Philippe le Bel lui intimant de reconstruire le four rapidement. Conseil lui est donné d’entendre à jamais chaque revendication de celui qui subit l’abus ou l’injustice. Cette histoire est finie, mais la Bête sommeille dans son antre et ressortira durant des siècles et encore de nos jours pour défendre le droit, l’égalité et la justice pour tous. Tribvs Lvpis : animal légendaire ou réelle âme de notre collectivité ? Peu importe. Quoi qu’il en soit, le loup arpentera les rues pour rappeler à tous ceux qui bafouent les droits durement acquis par les cornalencs, qu’il veille et les protège.

### Le chevalet de Florensac
Le « chevalet » se dit Lo Chivalet en occitan.

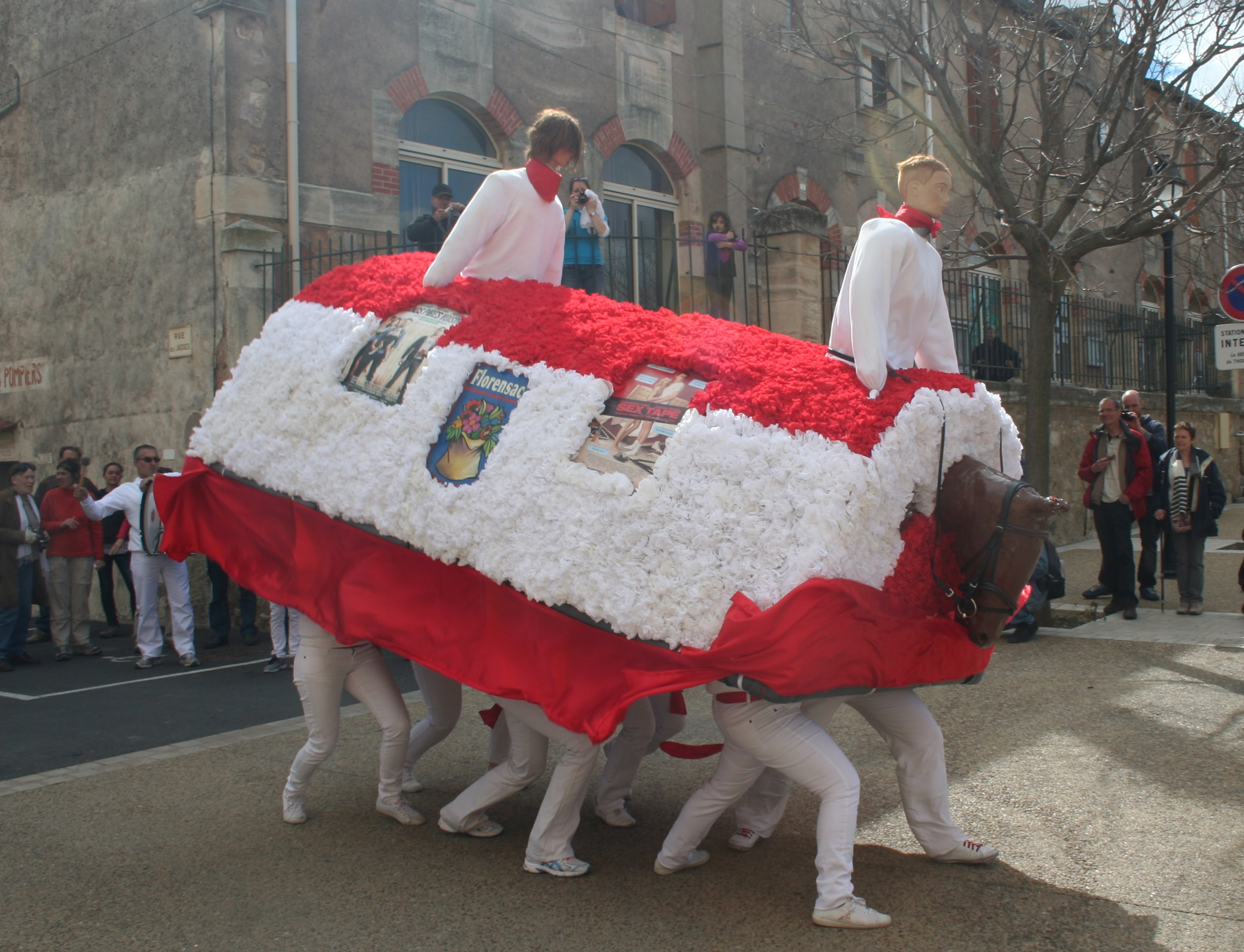
Lo Chivalet

Cet animal totémique de Florensac a beaucoup changé au fil du temps. Dans ses premières années, il était constitué d'une toile, blanche et rouge, posée sur une armature de fer et de bois. Il servait alors de support pour des publicités, voire pour des affiches cinématographiques. Durant les années 1970, le totem se couvre de fleurs de crépon. L'animal devient entièrement rouge. Mais les publicités sont toujours là. Après une période d'inexistence, le chevalet renaît en 1996. Il arbore alors, à nouveau, les couleurs rouge et blanche de Florensac. Il faut 20 000 fleurs de crépon pour le revêtir. En 2005, une nouvelle tête remplace l'ancienne.
Dans les premiers temps de l'existence du totem, trois personnages accompagnaient le chevalet : un fouetteur-meneur, le maréchal-ferrant et le « chasseur de mouches ». Ce chevalet est différent des autres chevalets héraultais de par sa taille et son poids. En effet, souvent les chevalets ne sont que des « chevaux-jupons » portés par une seule personne. Mais le chevalet de Florensac nécessite huit personnes pour le faire avancer, en exécutant des pas très précis suivant le rythme de tambours. Dans sa farandole dans les rues du village, le chevalet est difficile à maîtriser : les porteurs le font cabrer, d'avant en arrière, puis il tourne sur lui-même, dans le but de faire fuir les habitants qui s'approchent trop de lui.
Ses sorties : le chevalet de Florensac est de sortie en février pour Carnaval, ainsi que pour les fêtes votives du village, notamment en été.
Sa légende : le roi Charles IX visitait la région, accompagné de sa mère, Catherine de Médicis. Ils font une halte à Florensac le 31 décembre 1565. Pour remercier ses hôtes, qui l'avaient bien accueilli, le roi offrit son cheval aux habitants. Dès lors, de génération en génération, les habitants de Florensac ont fait construire un animal en bois pour commémorer l'événement, faisant ainsi du chevalet l'emblème et le totem de la cité.

### La renarde à pattes noires de Fontès
C'est au cours de l'émission de France 3, Midi en France le 4 avril 2012, qu'a été exposée l'idée d'élaborer la légende de la renarde à pattes noires, avec comme parrain Pierre Bonte.
L'animal symbolise la convivialité ainsi que l'amour de ses habitants, pour le village de Fontès.
Après maintenant quelques sorties, la renarde a donné son nom au vin de liqueur de la cave coopérative de Fontès.

### Le gros rat de Gabian
En occitan, on dit lo Ratàs.

### L'âne de Gignac
Dans le temps, à Gignac, dans le hameau de Tourettes, vivait l’âne Martin. Il était très petit et provoquait alors, du fait de sa petite taille, la risée des villageois. Il était pourtant fort courageux. Une nuit, l'âne Martin fit beaucoup de bruit pour réveiller les villageois. Le village était cerné par des pillards sarrasins. L'alerte fut donnée. Mais l'âne parvint à chasser les assiégeants à force de ruades. L'âne devint alors le symbole du village (et même décoré de l'ordre du mérite, dit la légende) : petit, mais robuste et courageux. Depuis, l'âne de Gignac anime les fêtes du village, accompagné de musiciens qui défilent dans les rues. Le Senibelet de Gignac est une pratique classée à l'Inventaire du patrimoine culturel immatériel en France en 2018.

### La tortue de Lignan-sur-Orb
La tartuga de Lignan-sur-Orb est un nouvel animal totémique créé vers le début du nouveau millénaire. Cet animal totem est confectionné d'une carapace en résine, avec une tête mobile, et l'ensemble est tracté sur une remorque de tracteur.

### La grenouille de Lieuran-lès-Béziers
Ou La Rana en occitan.

### Le loup de Loupian
Le loup (Lo Lop en occitan) est l'animal totémique de Loupian même s'il n'existe pas de légende liée à son origine. Les élèves de l'école primaire ont d'ailleurs inventé deux légendes récemment. L'origine du loup est probablement liée au latin lupus, faisant écho à l'ancien nom romain du village, Lupianus. Le loup est constitué d'une charpente en bois recouverte d'une toile marron épaisse. Sur les flancs de l'animal sont peints le blason du village ainsi que des cocardes tricolores. À l'avant, le loup est muni d'une mâchoire monstrueuse censée effrayer les enfants et pincer les jupes des jeunes femmes. Le loup est conduit par le « meneur », un homme habillé d'une veste noire, ceint d'une écharpe tricolore et coiffé d'un chapeau haut de forme. Le meneur distribue des coups de bâton au loup pour le faire avancer. Sous la carcasse de l'animal, trois ou quatre hommes conduisent le loup, celui placé à l'avant fait claquer la mâchoire du loup à l'aide d'une corde actionnée depuis l'intérieur.
Il existait autrefois un magnifique loup argenté et chef de sa meute. Il était convoité par tous les chasseurs de la région. Le comte de Loupian décida de tenter sa chance et se lança à sa poursuite pour le capturer. Il découvrit sa tanière et fut presque en mesure de le capturer lorsqu'un groupe de lépreux, exclus du village, décidèrent de cacher le loup parmi eux. Ne voulant être contaminé, le comte abandonna sa chasse. Le loup reconnaissant envers les lépreux se mit à leur service. Un jour des sarrasins décidèrent d'assiéger la ville. Ils arrivèrent la nuit aux portes de la ville et décidèrent d'attaquer à l'aube. Un lépreux au courant demanda de l'aide au loup. Sa bien-aimée, saine, habitait dans le village et voulait trouver un moyen de la protéger. Ainsi le loup et sa meute décidèrent de s'installer près du campement des sarrasins et hurlèrent à la mort toute la nuit. Le matin venu, les agresseurs prirent la fuite pensant ce village maudit. Le comte reconnaissant décida d'arrêter la chasse. Le lépreux comme par magie fut guéri et put rejoindre sa bien-aimée. C'est ainsi que le loup est devenu l'animal totémique de ce village.

### Le dragon de Magalas
La légende raconte qu'un dragon (un drac en occitan) dormait au creux des deux collines de Magalas et de Montfo (site étrusque). Lorsqu'il s'ennuyait, ce dragon s'amusait à sauter d'une colline à l'autre, d'où son nom de Sauto-Roc (Sauta-Ròc, en écriture normalisée, Saute-Rocher en français).

### Le crabe de Marseillan
L'animal symbole de Marseillan est le crabe (lo cranc en occitan), animal familier de la Méditerranée et de l'étang de Thau.

### La vache rouge de Marsillargues
La vache rouge trouve ses sources en 1839, sous la plume de Germain Encontre dans l'un de ces chants occitans,,. Pour comprendre cette histoire, il faut tout d'abord saisir la passion des marsillarguois pour les taureaux ; qu'ils soient dans les prés, dans les arènes et/ou dans la rue.
Un beau matin, durant le sermon du curé de la ville, la rumeur couru qu'un taureau s'était échappé sur les rives de la ville voisine d'Aimargues. Tout le monde sortit de l'église « hormis le curé, trois dévotes ridées et trois ou quatre cafards » pour retrouver ce taureau et le voir courir. N'ayant pas de pont reliant les deux villes bordées par le Vidourle, les marsillarguois montèrent dans des barques afin de rejoindre la rive gardoise. Un drôle de cortège qui attira l'attention d'un paysan aimarguois : « Ounte anas ? Paoures gens ! O troupa de badâous ! (…) N'es pas un biôou l'objet que cresias rencountra, es une vaca rouja et ven de labourà », traduit par : « Où allez-vous ? Pauvres gens ! Bande de badaou ! Ce n'est pas un taureau que vous allez voir, c'est une vache rouge qui vient de labourer ».
L'histoire de ces marsillarguois naïfs, prêts à traverser le Vidourle en barque pour un simple taureau, fit rapidement le tour du Vidourle et les Aimarguois, les Saint-Laurentais et les Lunellois chantèrent longtemps un refrain rappelant à quel point « Lei gens de Marsilhargue soun touti de badaou ! ».

### L'escargot de Maureilhan
À Maureilhan, animal totem de conception relativement récente, l’escargot (lo cagaròl en occitan) décore le rond-point de l'entrée du village lors de la fête votive. Il défile sur un char lors du carnaval.

### Le moustique de Maurin
En occitan, le moustique de Maurin, se nomme Lo Moissau, à prononcer « lou moïssaou ».

### Le bœuf de Mèze

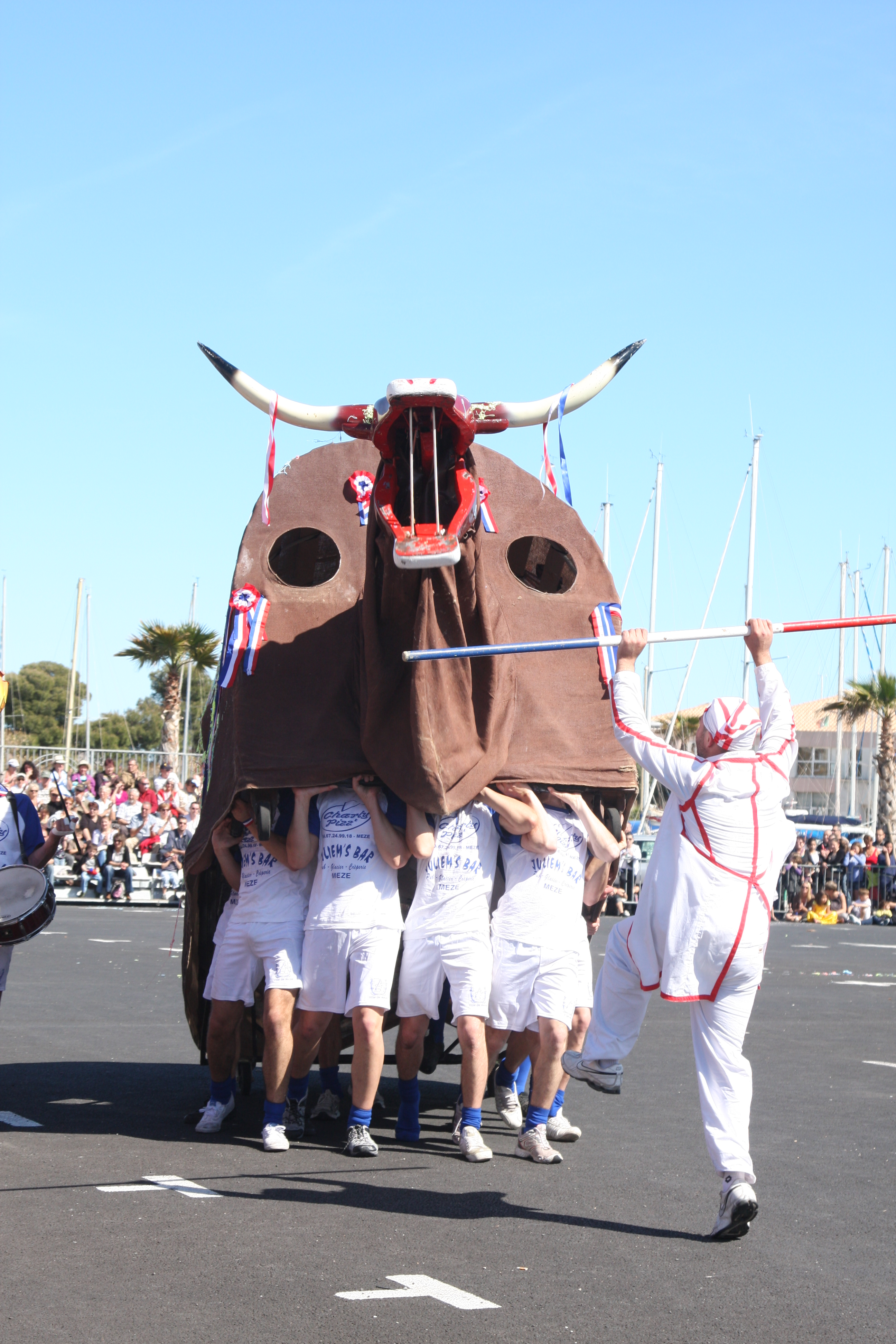
Le bœuf de Mèze.

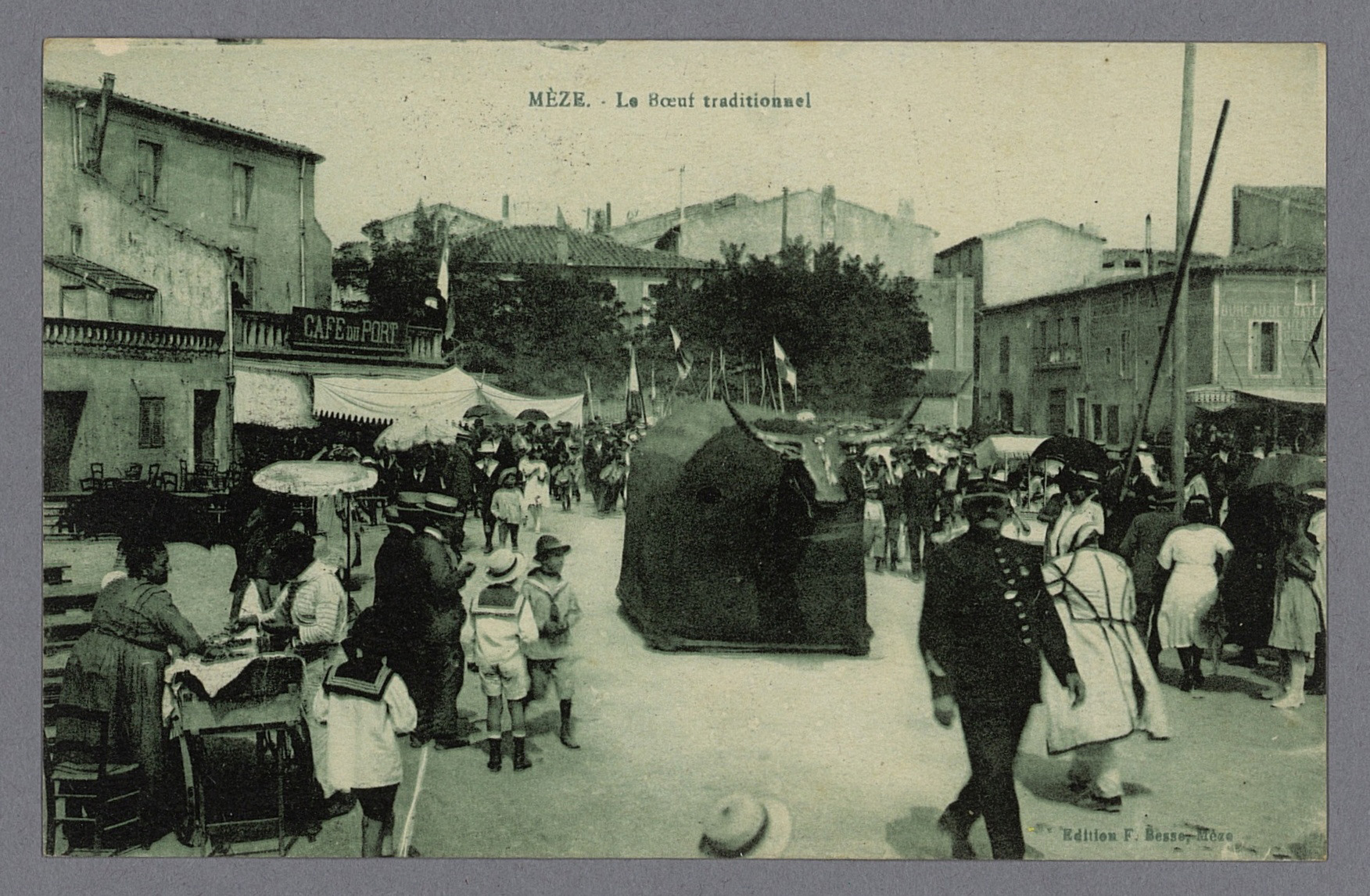
Mèze. Le bœuf traditionnel

L'histoire du bœuf (buòu en occitan) de Mèze remonte en l’an 59 de notre ère. Durant cette période de la haute antiquité, une pauvre famille, venue des environs de Béziers, vint s’établir sur les bords de l’étang de Thau et se mit à défricher les terres à un endroit appelé « Las Morgas » (['las] ['murgos]). Cette famille vivait de la pêche dans l'étang mais aussi de l'agriculture, aidée dans son travail par une paire de bœufs. Grâce à l'installation de cette famille, une urbanisation débuta, étant à l'origine du village portuaire de Mèze. Mais hélas, le premier bœuf mourut suivi du second. On décida de conserver la peau de ce dernier, étant sans doute le plus beau. Sa dépouille fut alors conservée comme une relique étalée sur un mannequin de bois. On le promena chaque année pour les grandes occasions. L'animal semblait vivant !
Plus tard quand cette peau fut trop usée, on construisit un bœuf sur une charpente de bois, beaucoup plus grand que la taille normale d'un bovidé et recouvert d’une toile de jute brune. Cette tradition existe encore de nos jours. Ainsi, dans l'animal totem, huit hommes peuvent se loger pour le mouvoir. L’un d’eux est chargé d’actionner la tête et les mâchoires de la bête au moyen d’une petite baguette de bois. Un autre jeune homme tient entre ses mains un baril recouvert d’une peau d’âne tendue, traversée en son centre par une corde asphaltée. En faisant glisser cette corde entre l’index et le pouce, cela produit alors un mugissement analogue à celui du bœuf. À l’extérieur, le guide, armé d’un long aiguillon, commande l'animal. La course de l'animal totémique dans les rues de Mèze est imprévisible. À tout moment, il peut courir et peut même foncer sur ceux qui se mettent en travers de son passage ! Le bœuf est aussi capable de ruades et de trémoussements scandés par la musique qui l'accompagne. Avec ses larges cornes, il éloigne les plus hardis qui veulent s'opposer à lui. Le totem mézois est de toutes les fêtes publiques, notamment lors de la fête de Mèze qui a lieu le 19 du mois d’août. Cette fête dure trois jours, toujours avec les sorties de l'animal totem. Lors de cette fête, comme dans d'autres villages héraultais, l'animal totem est béni par le curé, sur la place de l'église. Ensuite, le totem rend visite au maire.
Le bœuf de Mèze est souvent cité au cours de l'histoire de la commune : en 1229, il reçoit l'évêque d’Agde, Thédise (qui venait de recevoir en don la seigneurie de Mèze, du fils de Montfort, Amaury). En 1562, il était du cortège du prince de Condé passant à Mèze. En 1701, il prit activement part aux fêtes organisées lors du passage des princes de Bourgogne et de Berry. En 1921, pour les fêtes organisées en faveur de l’université de Montpellier, le président de la république, Millerand dut abandonner l’estrade des représentants officiels lors du passage du bœuf. La foule crut alors que Millerand avait eu peur du bœuf. Pour sauver la situation, Magallon, député de l’Hérault, vint face au monstre et salua le bœuf. Le député fut applaudi pour son courage et ainsi, l'animal totémique put continuer à animer les fêtes de Mèze. La mise à mort du bœuf de Mèze a été inscrite à l'Inventaire du patrimoine culturel immatériel en France en 2019.
Le Becarut de Mireval
Becarut à prononcer "Bécarout" qui signifie Flamand Rose en Occitan. Cette oiseau est devenu le symbole de Mireval. D'abord en tant qu'animal totémique puis comme pour l'école maternelle du village. Des flamands rose sont souvent visible dans les étangs proche de Mireval. Mais la raison du choix du Becarut comme animal totémique reste flou.

### La chèvre de Montagnac

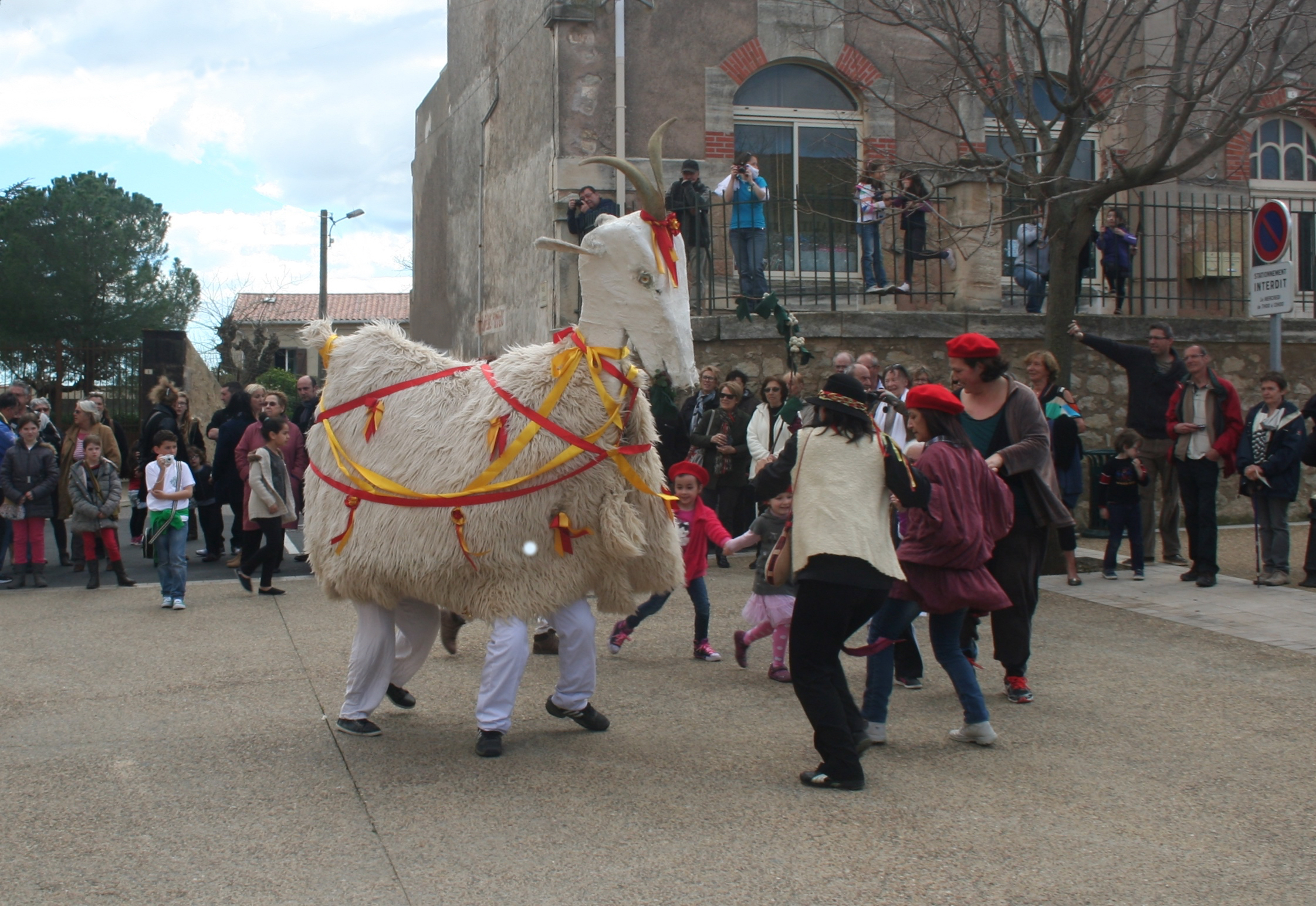
la Cabreta.

Vers 1200, la femme du consul de Montagnac, Anne, souffre d'un mal étrange qu'aucun médecin n'arrive à diagnostiquer et à guérir. Arrive alors, dans le village, un homme vêtu de haillons et accompagné d'une jolie chèvre blanche (cabra en occitan). L'homme intrigue les habitants par son allure décontractée et une apparente joie de vivre. Les habitants ne tardent pas à lui demander l'origine de cette bonne humeur. L'homme raconta alors qu'il avait un secret pour rester éternellement en bonne santé. Le lait de sa chèvre est magique et guérit de toutes les maladies. Le consul de Montagnac, un certain Jacou (ou Jacon, en occitan) demande à voir l'animal et promet une forte récompense au vagabond si celui-ci parvient à guérir sa femme. L'homme céda la chèvre au consul à condition qu'elle soit nourrie uniquement de sarments et de raisins pour conserver les pouvoirs miraculeux de son lait. Si la légende est fort ancienne, l'existence de la chèvre comme animal totémique est plus récente, sûrement aux alentours du XVIIIe siècle. La chèvre de Montagnac sort à l'occasion des fêtes du village,.

### Le pois chiche de Montaren-et-Saint-Médiers
Le Pois Chiche Masqué est le personnage porte-parole, issu de la tradition carnavalesque, du pois chiche totémique ; la légumineuse était autrefois cultivée dans la commune.

### Le poulain de Montblanc
Lo Polin de Montblanc serait peut-être un descendant du poulain de Pézenas, mais force est de constater qu'il avoue avoir un très mauvais caractère.
Le totem a la forme d'un tonneau marron de près de 4 mètres de haut. Sur ses flancs, une devise : « Plein, je te vide ; vide, je te plains ». Sur l'avant de l'animal, deux croix occitanes sont confectionnées de fleurs de crêpon. La tête du totem est très allongée, constituée de deux mâchoires de bois qui permettent au poulain de recevoir quelques grains d'avoine lors de ses haltes devant la population. Sous le cou, une inscription en occitan, « Lo Testut », le têtu en français. Le totem est porté par six hommes, accompagné d'un meneur. Ses tribulations dans les rues montrent le caractère têtu de l'animal : ruades vers le haut où il se dresse à la verticale, mais aussi vers le bas, tête renversée, il virevolte sur lui-même et bascule dans tous les sens. Mais à l'issue de la parade, l'animal se calme et se laisse dompter par l'homme.
Ses apparitions : Le poulain de Montblanc est de sortie lors du carnaval du village.
Sa légende : Le totem de Montblanc était endormi depuis 1989. Grâce à une association locale, « Montblanc Fiesta », il est revenu animer les rues de la cité. Selon la légende, sa naissance découlerait de l'union de Pierre Ier d'Aragon et de Marie de Montpellier. Lors de ce mariage, de nombreux chevalets auraient ainsi été créés dans de nombreux villages héraultais, pour célébrer l'événement.

### La vache de Murviel-lès-Béziers
En occitan, elle est appelée La Vaca (prononcer « baco »). Elle sort pour le carnaval au mois d'avril et pour la fête votive du bourg de Murviel-lès-Béziers.

### Le lévrier de Nissan-lez-Enserune
Les armes de Nissan-lez-Enserune se blasonnent ainsi : « d’azur à un chien passant d'or surmonté d'un croissant d'argent ». Le lévrier (lo lebrièr en occitan) est devenu l'animal totémique du village.

### La loche de Nizas
Les gens de Nizas ont pour surnom : los locàs, d'où l'animal totémique du lieu.

### Le vairon d'Olonzac
En occitan, le vairon se dit la Grailhesca.

### Le bouc de Paulhan

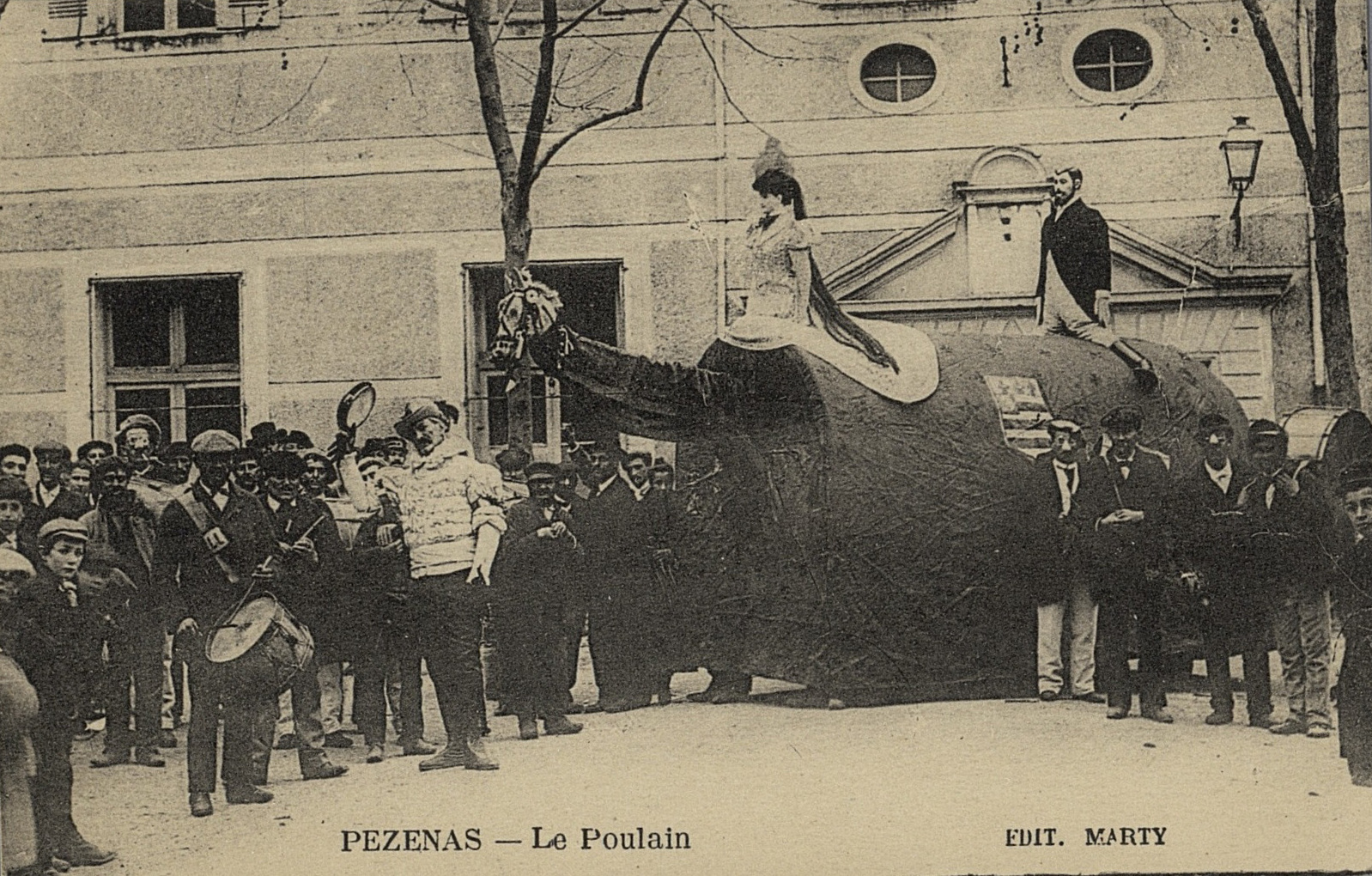
Pézenas. Le poulain

En occitan, Lo Boc.

### Le poulain de Pézenas
Le poulain de Pézenas est le plus importants animal totémique de l'Hérault, tant par sa taille imposante que par sa renommée. En 1989, le poulain de Pézenas a participé à l'année de la France en Inde, en compagnie de la Tarasque de Tarascon et du géant du Nord Jean le Bûcheron de Steenvoorde. Cet animal totémique est de sortie lors de Mardi gras et lors des temps forts de la vie de la Cité.

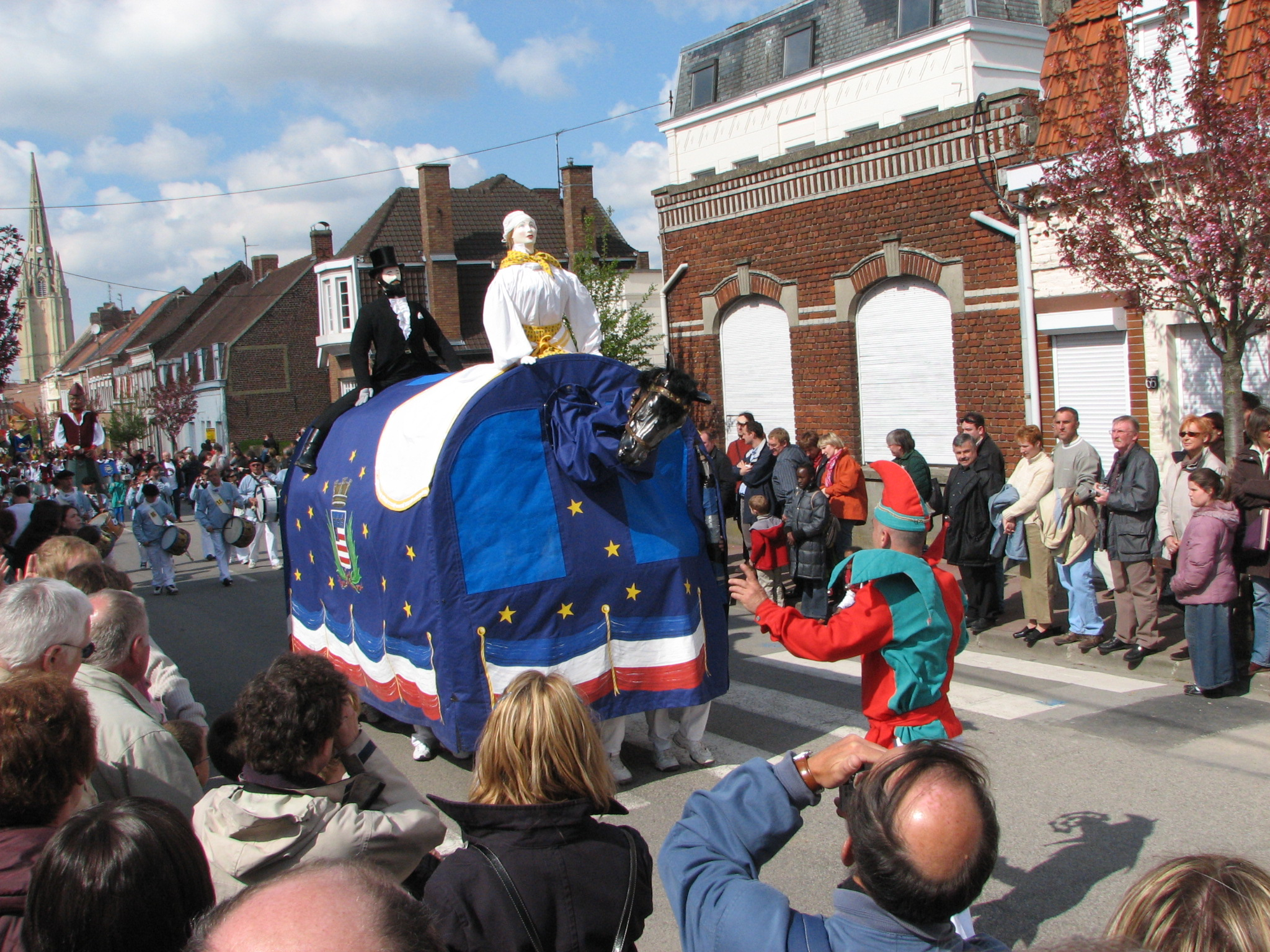
Poulain de Pézenas.

Le poulain est de grandes dimensions, il atteint le poids de 360 kilos. C'est un animal-jupon constitué d'une armature en bois fabriquée en cerceaux de châtaignier. La charpente est recouverte d'une toile bleue, parsemée d'étoiles dorées et décorées des armes de la ville. La tête et le cou de l'animal sont mobiles. Cette mobilité lui permet de faire des quêtes pour les nécessiteux, tout le long du défilé dans les rues de Pézenas, s’arrêtant par hasard devant un commerce, une maison ou un badaud. Le poulain tend alors son cou vers la personne qui lui remet une offrande, ouvre ses mâchoires et les referme aussitôt. À l'intérieur de l'animal totémique, neuf hommes portent et conduisent l'animal, lui imprimant certains mouvements. Le poulain danse au son du fifre, sur L’air du poulain justement, mais peut aussi faire des pirouettes et des ruades. Le poulain est conduit par un « meneur » (surnommé « Pampille »), personnage folklorique portant une veste verte et rouge et un pantalon blanc.
Son origine est légendaire : le roi Louis VIII s'arrête à Pézenas en 1226, sur la route des Croisades. Il est contraint d'abandonner là sa jument qui est malade. Mais quelle ne fut pas sa surprise, à son retour, de retrouver sa jument en vie. De plus, celle-ci avait donné naissance à un poulain. Dès lors, afin d'immortaliser cet heureux événement, les notables de Pézenas firent construire un animal en bois pour participer aux fêtes de la ville. Sur son dos, deux mannequins en tissus ont été ajoutés : Estiénon et Estiéneta. Ces deux personnages rappellent une autre légende : en 1622, un maréchal de l'armée, fort galant, prit une paysanne sur son cheval pour l'aider à traverser la Peyne, qui arrose Pézenas. D'autres poulains ont existé (ou existent de façon intermittente) dans d'autres villages héraultais : Adissan, Alignan-du-Vent, Florensac, Pouzolles, Montblanc et Saint-Thibéry, mais de taille plus modeste.

patrimoine culturel immatériel (UNESCO).

En 2005, le poulain acquiert une reconnaissance mondiale. En effet, l'Unesco a proclamé patrimoine culturel immatériel de l'humanité les Géants et dragons processionnels de Belgique et de France dont fait partie le Poulain de Pézenas.
L'Unesco précise que les processions traditionnelles d'effigies de géants, d'animaux ou de dragons recouvrent un ensemble original de manifestations festives et de représentations rituelles. Apparues à la fin du XIVe siècle dans les processions religieuses de nombreuses villes européennes, ces effigies ont conservé un sens identitaire pour certaines villes de Belgique (Ath, Bruxelles, Termonde, Malines et Mons) et de France (Cassel, Douai, Pézenas et Tarascon) où elles restent des traditions vivantes.

### La chenille de Pinet
Cet animal totémique est surnommé Le Porquet par les villageois de Pinet. Il sort à l'occasion de carnaval depuis le début des années 1970. Il s'agit d'une structure en bois, longue et recouverte d'une toile verte représentant une sorte de ver, ou une chenille, qui se nourrit de feuilles de vigne (de picpoul ?), porté à l'intérieur par plusieurs hommes.

### Le taureau de Portiragnes

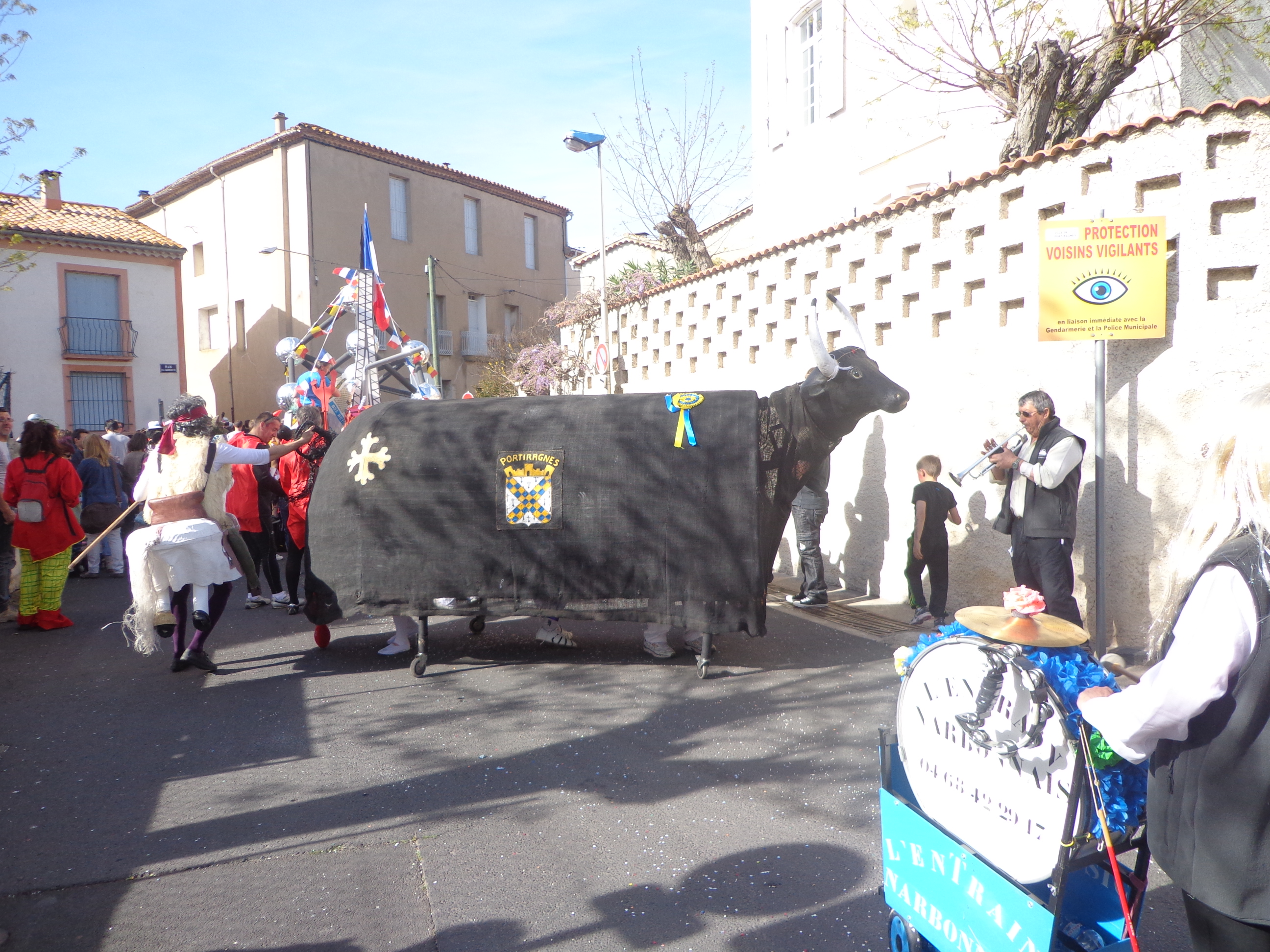
Lo Buòu défilant dans Portiragnes.

Il fait partie des nouveaux animaux totémiques de l’Hérault. « Lou Biou » (en occitan : lo Buòu) signifie « le bœuf » ou « le taureau ». C'est en 2005 d’après un travail auprès des écoliers de Portiragnes que l'histoire du taureau va naître. Suivant les recommandations des enfants,Mr Charot Fabien va créer l'association et donner vie au « Biou » en 2009.

### Le lion du Pouget
Lo leon Boumian du Pouget.

### Le cochon rose de Poussan

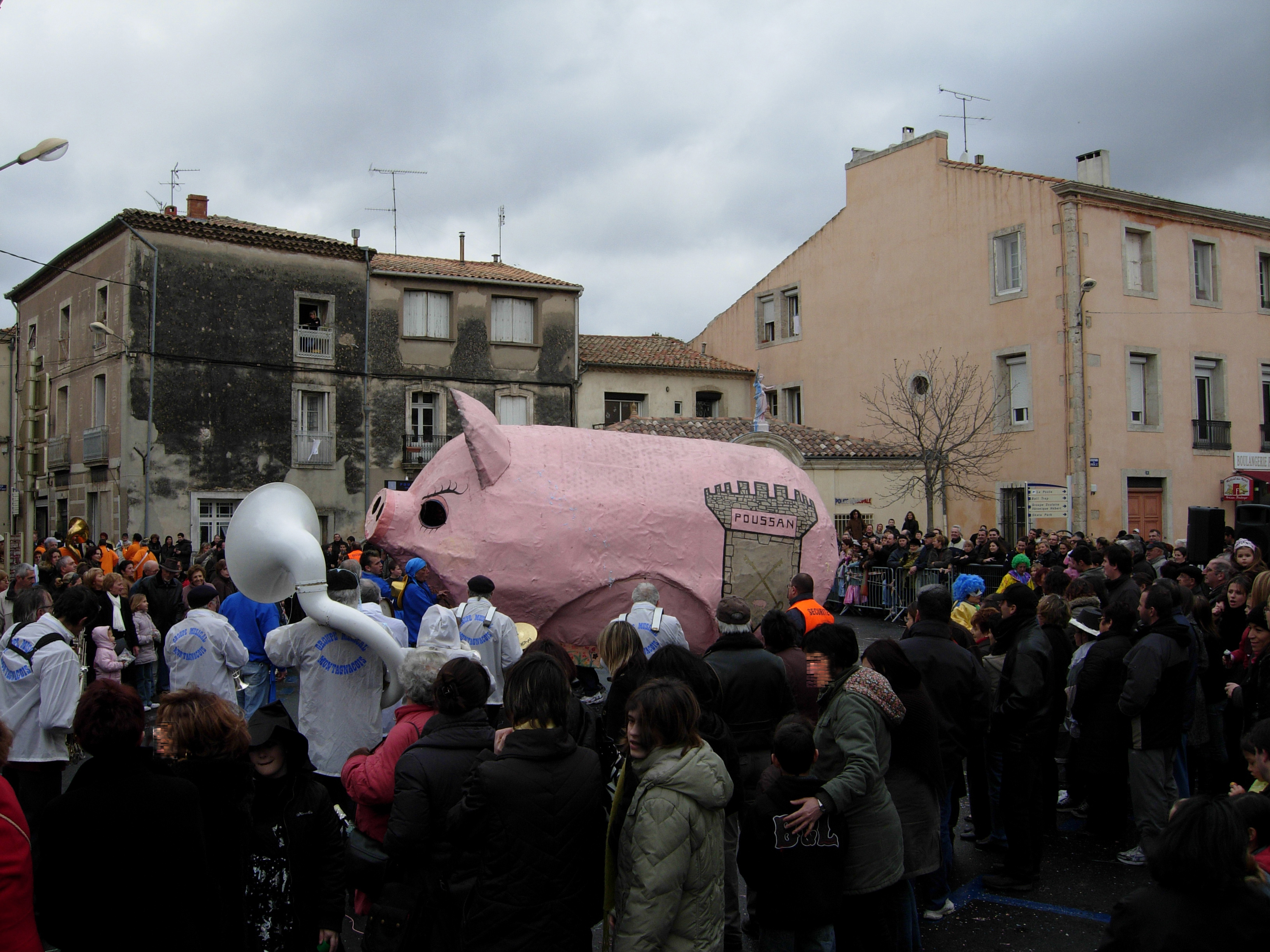
Cochon défilant dans Poussan.

Énorme cochon rose fait de toile, sur une charpente qui lui donne sa forme rebondie, il possède huit paires de pattes et défile lors du carnaval du village. Le cochon figure dans les armes de la commune de Poussan. L'origine serait liée à l'association des mots Poussan (nom du village) et porcèl, nom occitan du petit cochon.

### Le pélican de Puisserguier

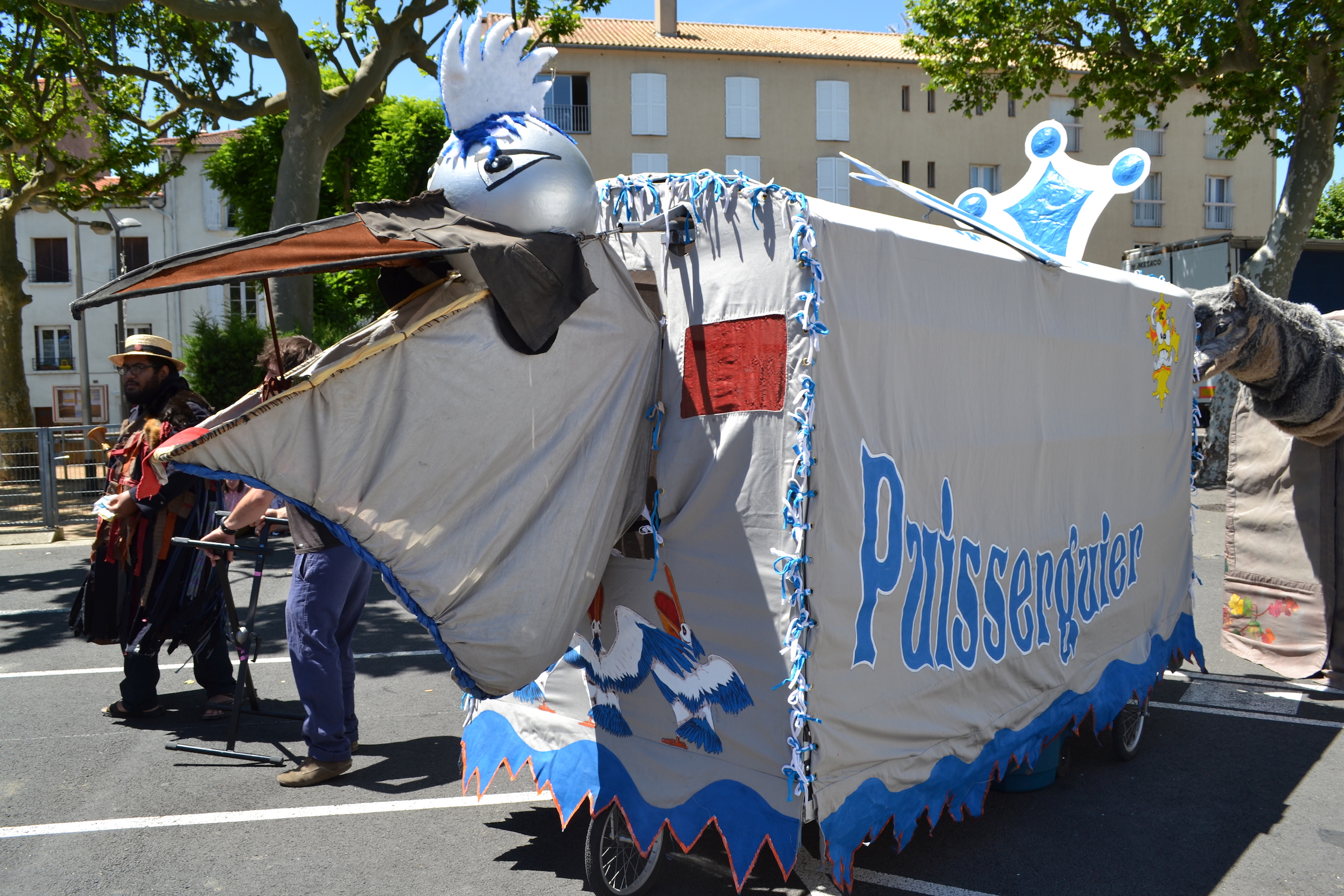
Le pélican de Puisserguier

Le pélican figure sur le blason de Puisserguier.
Durant quelques années, on a pu voir une statue en bois le représentant dans le jardin public. La statue a ensuite été logée à l'office de tourisme, à l'abri des intempéries. Actuellement cette sculpture est exposée en permanence à l'écomusée de la vie d'autrefois des Mémoires de Puisserguier. En 2007, une allée du Pélican est créée à la zone d'activité de la Rouquette. En mai 2012, grâce aux « Goulamas'k » et à l'association « Patatr'Oc » qui ont participé à sa construction, le nouveau animal totémique est baptisé par le maire du village et conseiller général, Jean-Noël Badenas. Le totem a pour parrain le poulain de Pézenas, présent lors du baptême du totem de Puisserguier.
Le pélican de Puisserguier est un totem de toile grise, porté par six personnes, qui se dandine dans les rues du village lors des festivités. Son corps, arrondi pour les besoins des porteurs, mesure plus de deux mètres de long. À l'avant, la tête du pélican est représentée par une tête ronde, ornée de grands yeux et coiffée d'une crête orange. La tête de l'animal est munie d'un grand bec en bois, supportant en dessous une grande poche de toile. Sur les côtés de la structure, on peut lire les inscriptions « Puisserguier », tandis qu'à l'arrière, encadrant une croix occitane, est inscrit un proverbe local, écrit en occitan : Podes virar lo cuol al vent, viraràs pas lo cuol al temps.
Selon la légende, lors de la croisade des Albigeois contre les Cathares, au XIIIe siècle, la cité de Puisserguier fut frappée par une terrible famine. Un pélican, à la recherche de sa nichée, survole les lieux. Des enfants du village, affamés, tentent de pêcher quelques poissons dans un étang (aujourd'hui asséché) près du village. C'est alors que le pélican dévia de sa route pour porter secours aux enfants. Grâce à son bec, il plongea plusieurs fois dans l'étang pour y puiser de nombreux poissons en assez grande quantité pour satisfaire les besoins des habitants. Cet événement se poursuivit plusieurs jours de suite et le pélican fut adopté par les habitants de Puisserguier et présenté au seigneur du lieu, qui lui fit grand honneur d'avoir sauvé ses sujets de la famine.

### Le hérisson de Roujan
L'origine du hérisson de Roujan semble assez confuse et confond deux légendes. La première légende fait référence à sainte Marthe et à la Tarasque de Tarascon. Sainte Marthe, partie chasser la Tarasque, aurait amené avec elle une armée de hérissons. La Tarasque n'étant pas venue, les hérissons retournèrent chez eux, sauf un. Ce dernier resta au village où il fut nourri et devint l'animal fétiche des Roujanais. La deuxième légende se situe chronologiquement autour de l'an mille. Le seigneur de Roujan invite un étranger à sa table. Mais cet étranger n'est qu'un espion venu se rendre compte des moyens défensifs du village en cas d'attaque. Il avait passé son après-midi à questionner moult villageois sur la défense des lieux. Une fois qu'il eut rassemblé tous les renseignements qu'il jugeait nécessaires, il quitta le village pour livrer ses informations à ses complices. Quittant Roujan, l'homme posa malencontreusement son pied sur un hérisson. L'espion se mit donc à râler et crier (en occitan, râler se dit romegar). Les cris réveillent alors le seigneur de Roujan et celui-ci alerte la garde. Ainsi, quand les assaillants se présentent le lendemain matin devant les murs du village, tous les habitants de Roujan sont déjà prêts à se défendre, armés jusqu’aux dents. Les assaillants renoncent alors à leur assaut et préfèrent fuir. Plus tard, le seigneur de Roujan narrait cette histoire en occitan. Et disait : A romegat e me soi levat !. Ce que les Roujanais interprétèrent comme étant une référence au hérisson, qui avait crié quand l'homme l'avait écrasé. Depuis, l'animal totémique de Roujan porte le nom de Romegaire ([rrume'ɣajre]).

### Le cochon noir de Saint-André-de-Sangonis
Le cochon noir de Saint-André-de-Sangonis est lui aussi l'enfant d'une légende. Le comte de Saint-André, de la seigneurie de Sangonas, était frappé par une malédiction familiale : sa fille était fort laide et personne ne voulait la prendre comme épouse. Un jour, désespéré de ne point trouver de descendance, il fit rassembler tous les jeunes hommes du village sur la place afin de « choisir » un prétendant pour sa fille. Celui qui croquerait la pomme qu'il entendait lancer aurait la main de sa fille et une dot importante. Le comte lança la pomme. Il attendit. Un cochon noir était là et croqua la pomme le premier. Et ainsi est née l'histoire du cochon noir ou pòrc negre en occitan. Le cochon noir défile lors des fêtes du village et entend trousser les robes des jeunes filles.

### La Baragogne de Saint-Christol

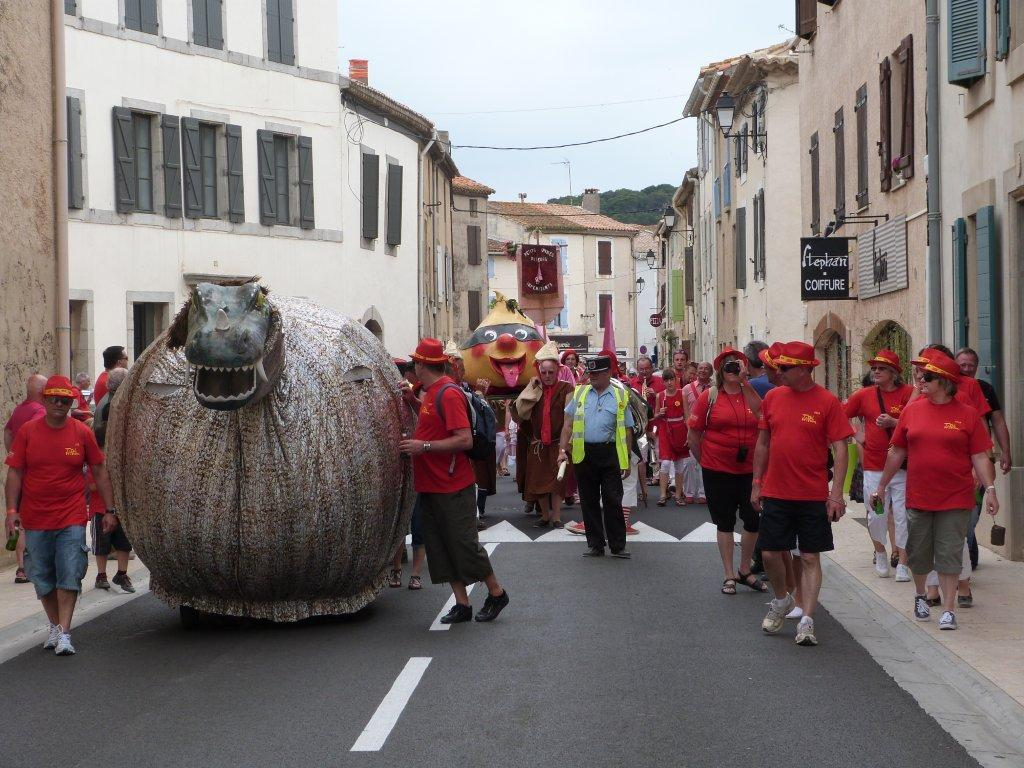
La Baragogne.

Dans des temps très lointains, à Saint-Christol, il y avait une Baragogne. Plus terrifiante que le babau, plus méchante que la roumèque, elle vivait dans un puits où les saint-christolaines allaient remplir leurs oules et les saint-christolains leur pichet d'eau pour colorer le pastis. La plupart du temps, elle se tenait tranquille, la gueule fermée et les yeux clos. Mais quand un enfant n'était pas sage, que ni punitions ni sermons ni fessées n'avaient pu le corriger, elle ouvrait ses paupières vertes, elle grimpait hors du puits et là, elle ouvrait son immense gueule rouge tapissée de dents jaunes. Les écailles verdâtres dont son corps était couvert dégageaient une odeur nauséabonde et elle se laissait retomber sur le méchant enfant et l'emportait au fond du puits pour le dévorer à son aise. Et, se retournant vivement, elle replongeait comme une énorme couleuvre dans le puits. On ne voyait plus que bout de sa queue fourchue et puis, plus rien…
Tous les enfants avaient peur de la Baragogne. Sauf un. On l'appelait Calandras. Parce qu'il était vraiment méchant. Dès qu'il y avait une bêtise de faite, un méfait accompli, un larcin découvert, un animal estropié ou une cruche cassée, ce n'était qu'un seul cri : C'est la faute à Calandras ! La baragogne le mangera ! Mais il s'en moquait bien et continuait en ricanant à voler les œufs dans les poulaillers, à couper les raisins avant qu'ils soient mûrs et à montrer son derrière aux vieilles qui sortaient de l'église. 
Mais celui qui ne s'en moquait pas et qui avait grand peur, c'était son frère jumeau qu'on disait le Bravet, tellement il était gentil et serviable et poli que c'en était un bonheur. Il était aimé de tous et même des animaux. On ne savait pas comment, mais même les taureaux sauvages et noirs ne le chargeaient pas et venaient manger dans sa main. Malgré toutes ses bêtises et ses mauvaises paroles, il aimait son frère Calandras et il vivait dans la peur que la baragogne ne l'emporte au fond du puits pour le dévorer.
Ce qui arriva un jour et n'étonna personne. Quand Bravet appris la nouvelle en revenant de la vigne où il avait travaillé toute la journée, il se précipita vers le puits, se pencha sur la margelle et appela :
- Baragogne ! Baragogne !

Une voix très désagréable monta des profondeurs noires en même temps qu'une odeur pestilentielle :
- Qui vient me déranger juste au moment où j'allais commencer mon repas ?
- C'est moi, Bravet, le frère de celui que tu vas dévorer !
- Toi aussi, tu as fait des bêtises ?
- Non. Mais j'ai une proposition à te faire.
- Tu veux le remplacer ?
- Non, dit Bravet. Mais je sais qu'il y a fort longtemps que t'as rien mangé et tu dois avoir grand faim. Et mon pauvre frère n'est pas très gras, tu n'en feras qu'une bouchée et ensuite tu auras encore plus faim. Je te propose de t'emmener un autre enfant dix fois plus gros et cent fois plus méchant, tu en auras pour ton estomac !
- D'accord, dit la Baragogne, mais ne tarde pas !

Quand Bravet revint, la Baragogne était sortie. Elle tenait serré sous son ventre le pauvre Calendras qui pleurait et se lamentait et promettait de devenir le plus gentil des enfants.
- Alors, dit la Baragogne, où est cet enfant si gras et si méchant ?
- Lâche mon frère, dit Bravet.

La vilaine bête repoussa Calendras qui s'enfuit en hurlant, laissant derrière lui un sillage de salive verdâtre.
- Voici ta nourriture, dit Bravet.

On vit s'avancer un énorme enfant, presque aussi grand que le clocher de l'église. Ses vêtements étaient tellement serrés qu'ils semblaient prêts à éclater. Ils étaient faits de cent et cent morceaux comme ceux du Pétassou. Il avait un chapeau enfoncé très bas et on ne voyait pas son visage. Il avait une drôle de façon de marcher, comme s'il avait quatre pattes au lieu de deux jambes.
- Il n'est pas très appétissant mais il est fort gras, dit la Baragogne.

Elle ouvrit sa large gueule rouge et la referma sur l'enfant gras. Et le recracha :
- Aïe ! Aïe ! Aïe ! Hurla-t-elle. Ce n'est qu'un mannequin !

Et elle se mit à cracher comme des pépins toutes les souches dont il était fait.
- Tu m'as trompé ! Hurla-t-elle, mauvaise. Mais avant que je ne te  dévore, dis-moi comment as-tu fait pour le faire marcher ?

- On m'a aidé ! dit Bravet.
- Qui ? Éructa la Baragogne.
- Lui ! dit Bravet en montrant un taureau noir qui grattait le sol de la place et qui, d'un coup, fonça sur la Baragogne, la fit virevolter sur ses cornes et la précipita dans le puits où elle disparut.

Il y eut des éclairs et de la fumée et quand elle se dissipa Bravet s'aperçut que le puits s'était refermé et qu'il avait disparu. Où se trouvait-il ? Nul ne s'en souvient. Mais attention à ne pas trop faire de bêtises, il pourrait peut-être se rouvrir…

### La grenouille de Saint-Geniès-de-Fontedit

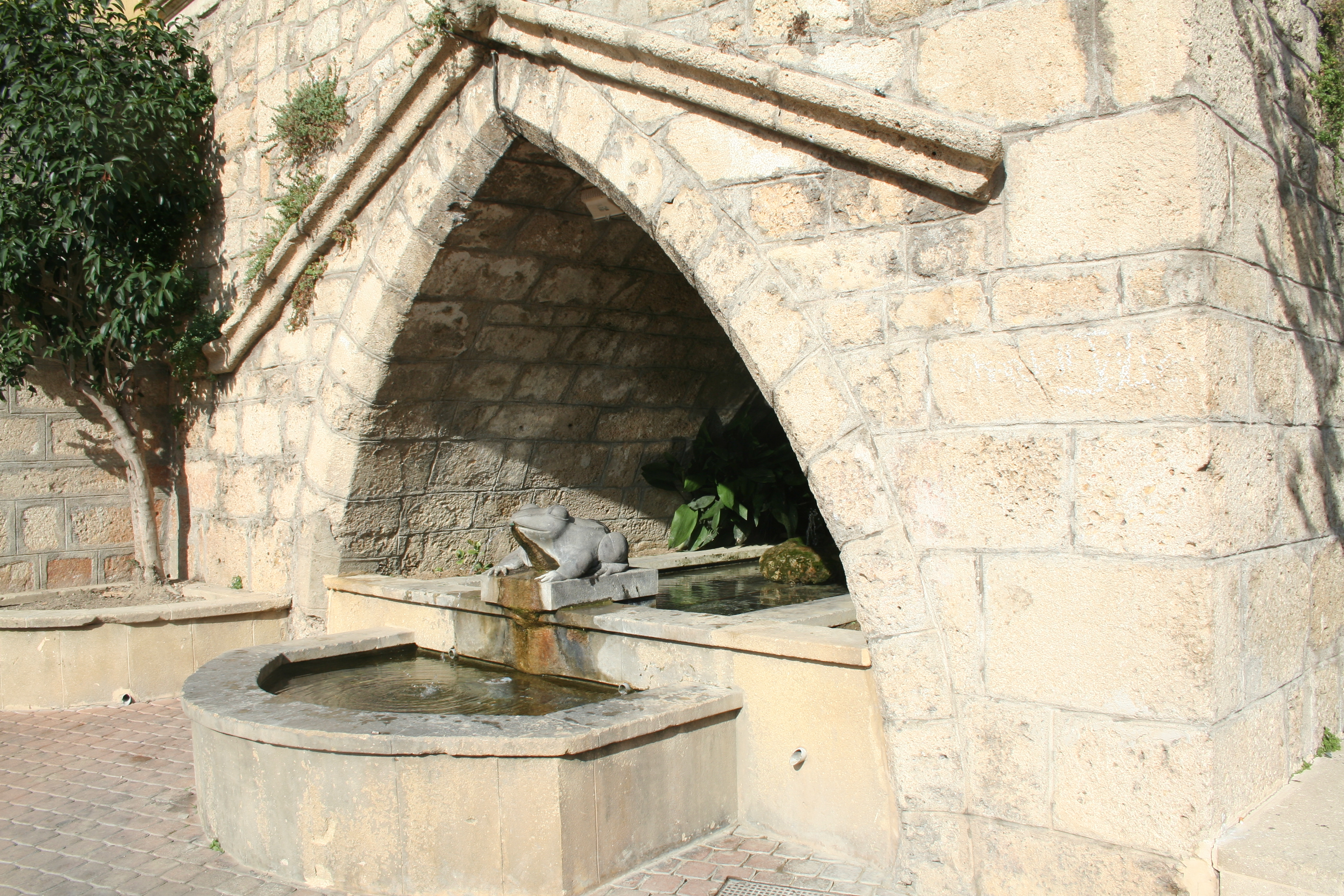
Fontaine de Saint-Geniès-de-Fontedit

À Saint-Geniès-de-Fontedit, une statue de grenouille en plâtre réalisée en 1975. Trois grenouilles ont été ajoutées sur les armes du village en 1988. Dans le village, l'animal totem se dit La Granhòta en occitan.

### Le bélier(Lo Picart)de Saint-Jean-de-Fos
Quelques-uns de nos animaux n’ont pas été désignés par le nom de leur espèce mais par une sorte de sobriquet. Ainsi celui de Saint-Jean-de-Fos est-il lo Picart, parce qu’il cherchait à mordre. Il avait une gueule qui ressemblait à un des outils de mon père – mon père était bourrelier –, elle était pleine de dents, on avait l’impression qu’elle allait mordre, c’est pour ça qu’on l’appelait « lo Picart ».
Une délibération consulaire nous apprend qu'il existe déjà en 1684.
« A esté proposé par Maistre Durand premier consul que despuis quelques années les valletz du présent lieu se sont émancipés par un esfaict de leur libertinage d’antreprendre de faire certaine réjouissance publique aux festes de la Pantecoste fesant danser et courir par le lieu [Saint-Jean-de-Fos] une machine appelée le Piquard qu'on fait suivre de diverses personnes masquées qu'on nomme les seigne bellets avec de grands coutteaux de bois rougastres ausquelz on jette diverses rassines fesantz pluzieurs postures tout a faict indessantes et escandalleuzes qui vont en quelque manière contre l’intheret de la religion où Dieu se trouve grandemant offancé, lesquelles dansses ladicte communauté a jusqu’ici insansiblement tollerées mais parce qu’il est venu à sa cognoissance que dans cette occazion il est arrivé diverses querelles et débatz quy ont ésté suivies de grands procès… dézormais touttes autres déboshes publiques seront et demeureront abolies et supprimées, auquel esfaict ledict Maistre Durand Consul prézantera requeste à Monseigneur l'Illustrissime et Révérandissime evesque et Comte de Lodève pour le supplier humblement de la part de la Communauté d’avoir la bonté de la recevoir à Pénitance et vouloir à mesme temps luy faire la grace de luy procurer une mission pour que les habitans dudict lieu puissent ce disposer à gaigner plus dignement le jubilé universel que sa Grandeur veut faire publier dans son diocèze afin de vivre à l’advenir dans la paix et dans la voie de leur sallut. »
L’allusion au Sennibelet suppose une imitation de ce qui se pratiquait à Gignac, ce que nos témoins confirment plus loin.
Le premier, et le seul pour le XIXe siècle, à en avoir parlé pour l’avoir vu, est Jean-Marie Amelin : 
« Quitterons-nous Saint-Jean-de-Fos sans parler d’un usage qui lui est particulier : c’est celui du Picart. Le Picart est une machine informe, à tête ressemblant à un bélier. On barbouille celle-ci de sanguine ; et le grand bonheur des assistans est de voir balafrer de cette poudre les vêtements de quelqu’un d’entre eux : Dieu sait avec quels cris cette joie grotesque est manifestée. Cette grossière bouffonnerie, qui a quelque rapport avec le Poulain de Pézenas, se pratique ordinairement à la Pentecôte. »
 Le Picart sortait en effet pour le dimanche de la Pentecôte à Saint-Jean-de-Fos et était accueilli à Montpeyroux et Saint-Guilhem-le-Désert le lundi. Après Amelin, rares sont les auteurs qui citent cet animal ; et il faut attendre Maurice Louis pour une enquête approfondie et une observation directe.
Cette bête se caractérise par ses éclipses. Elle disparut dans le courant du XIXe siècle pour reparaître après la guerre de 1870, s’évanouir avec celle de 1914, ne ressusciter que vers 1930 ; abandonnée en 1938, elle ne fit que quelques sorties après la dernière guerre. Alain Riols a tenté de la ranimer en 1970. « Le Picart semble mort, en réalité il sommeille dans la mémoire des anciens et pourrait reparaître un jour ». Il sortait l’année suivante grâce à Adolphe Vidal et ses amis qui avaient courageusement repris le flambeau. Ce n’était que pour quelques années… en attendant une autre équipe de carnavaliers qui le promènent à nouveau puisqu’il est reparu à Pézenas en juin 1999.
Un tel animal a probablement changé de nature à chacune de ses reconstructions. Le témoignage recueilli par le colonel Louis, en 1957, auprès d’une personne alors âgée de 90 ans, ce qui nous reporte aux alentours de 1875, fait état d’un Picart à robe rouge, comme le vêtement des danseurs. Il avait une tête de bœuf et des piquants dans le genre de ceux de la Tarasque. La même enquête évoque, sans doute pour la période qui suivit la guerre de 1914, une carcasse longue de trois mètres, au cadre de liteaux, portant quatre demi-cercles de tonneau et des demi-cerceaux à l’avant et à l’arrière. La robe, faite d’un drap blanc, parsemée de bouquets de genêts, de roses, etc. avait un jupon plissé rouge et une queue de cheval noire. La tête était sculptée, recouverte d’une peau de chèvre noire aux oreilles dressées, la mâchoire inférieure mobile était garnie de clous de maréchal-ferrant. On peignait l’intérieur de la gueule en rouge. Une informatrice dit d’ailleurs que « le Picart était une chèvre » et que « l’animal et ses servants agissaient exactement comme l’âne de Gignac ».
Dans la carcasse, trois ou quatre porteurs, après avoir salué le maire et le curé, balancent l’animal de droite à gauche. Il poursuit particulièrement les filles à robe rouge. Tout autour sautent des danseurs, au son du tambourin et du hautbois, ils tiennent un plateau garni de bouquets de roses, de gueules de loup et surtout de genêts, ces bouquets sont offerts aux assistants contre une obole. Cela rappelle à l’évidence le « donneur de la gineste » de Gignac au XVIIIe siècle. À la Pentecôte, au moment de la sortie du Picart, le genêt abonde dans toute la garrigue. C’est aussi, paraît-il, une fleur aimée du Diable. Comme pour la plupart des bêtes que nous avons vues, on a cru devoir justifier la présence du bélier par une légende. Le colonel Louis en rapporte deux. Il n’y est question que de boucs et l’une d’elles sent nettement le soufre : l’animal diabolique emporte le curé qui l’aspergeait d’eau bénite avec son goupillon.

Bélier, bœuf, chèvre, bouc… que de métamorphoses. Qui dira ce que représentait l’avatar présent avant et après la Seconde Guerre mondiale ? 
« On sortait le Picart pour l’Ascension jusqu’en 1938, et après la guerre en 1944 et 1945, un peu après peut-être mais ça n’a pas été repris. Que voulez-vous, il n’y a que 900 habitants ici. J’ai été dessous, je faisais claquer la maissa. Il était fait de trois cerceaux de bois, deux barres, trois porteurs et moi pour la tête. On mettait dessus un drap de lit blanc, avec trois ou quatre brins de genêt de chaque côté, manière d’agrémenter. La tête, on la faisait d’un tronc de cinquante à soixante centimètres de long, pour faire la maissa, on sciait le quart, on mettait une charnière pour la mâchoire, par-dessous. Le maréchal donnait douze à quatorze clous pour faire les dents, ça claquait davantage… Par-dessus, on fixait une peau de lapin, les oreilles du lapin figuraient celles du Picart mais je ne lui ai jamais vu de cornes. Une ficelle permettait de faire remuer la mâchoire. À cette tête, on fixait un manche à balai, je le mettais entre les jambes, c’était pas très commode mais ça le maintenait bien. Devant, un meneur marchait en arrière, forcément, il était tourné vers la bête, il dansait avec un plateau à la main. Le Picart dansait avec un tambour. la jeunesse distribuait des bouquets de genêt contre une pièce, c’était pour faire un petit repas »
C’est à la sortie de ce repas que les danseurs et les musiciens se mettaient à faire semblant de chercher le Picart, comme ailleurs on cherche le Carnaval – et quelquefois jusque sous les jupes des femmes. Deux anciennes de Montpeyroux ont essayé de mieux le définir :
« Le Picart venait quêter à Montpeyroux, les danseurs donnaient des bouquets de fleurs. Ils étaient habillés en blanc avec des ceintures rouges. Je ne peux pas dire ce que c’était, c’était une bête informe. À Gignac c’est un âne, à Pézénas un poulain, mais celui-là, je ne peux pas le dire… C’était le Picart »
Heureusement, la dernière métamorphose est aisément identifiable, la tête est celle d’un loup. Il se promène sur deux roues de bicyclette dissimulées sous une carcasse faite de planches de coffrage refendues, de demi-cerceaux d’osier que recouvre un drap blanc à large bande rouge. La queue est en ficelle de balle de fourrage, trempée dans de la peinture noire. Une troupe assez nombreuse de farandolaires, en blanc, à béret et talhòla rouges, danse sur les airs que sonne un cabretaire, à Montpeyroux pour le lundi de la Pentecôte, à Saint-Guilhem le dimanche de la Saint-Jean. Le dernier modèle, apparemment, a renoncé aux roues de bicyclette.
Le Picart est à lui seul la parfaite illustration de l’interchangeabilité des têtes de nos animaux dits totémiques. Cet animal-jupon est un des « héros du carnaval » au même titre que d’autres plus élaborés. On le sent fait avec les moyens du bord par des gens qui, à l’intérieur d’une tradition, se laissent aller avec bonheur à leur fantaisie.

### L’escargot de Saint-Pargoire
Même si le saint patron du village de Saint-Pargoire est souvent représenté sur son cheval, l’escargot, ou cagaròl en occitan, est l'animal totémique des habitants de la commune. L'origine du totem est floue : l'urbanisme particulier de Saint-Pargoire, de forme ellipsoïdal, en forme de coquille d'escargot donc, est une explication évoquée. Mais on raconte surtout aussi qu'à une époque où régnait la famine, au XVIIIe siècle, les habitants auraient survécu grâce à la consommation d'escargots,.

### Le chien de Saint-Pons-de-Mauchiens
L'origine du totem de Saint-Pons-de-Mauchiens, le chien, remonte au Moyen Âge. Aux alentours de l'An Mil, le vicomte de Béziers, Raynal II, devient propriétaire du terroir. À cette époque, le château s’appelle Saint-Pons et le village Mauchiens, issu de l'ancien nom Milician déformé en « Mauchiens ». Ce nouveau nom sera à l'origine de la légende des chiens de Mauchiens. À une époque très lointaine, non datée (car légendaire), le seigneur du château avait des chiens énormes qu’il laissait divaguer la nuit dans les rues du village, pour assurer la garde. Une nuit, le seigneur rentra très tard et les chiens faisaient bonne garde. Le seigneur regagnait son logis quand il fut attaqué par ses propres chiens qui le dévorèrent. Avant de mourir, le seigneur de Mauchiens, couvert de sang, s’écria « mali canos », en occitan, « mauvais chiens », en français. Aujourd'hui, les armoiries de la commune comportent deux chiens : « blason d'azur aux sept coupeaux d'or surmontés du clocher de même, au canton senestre, de gueules, à la Vierge du Bosquet, d'argent. Le tout surmonté de la couronne murale et soutenu par deux chiens d'argent lampassés, de gueules ».

### Le veau de Saint-Pons-de-Thomières
L'animal totem de Saint-Pons-de-Thomières, le veau (en occitan, lo vedèl), ne défile plus dans les rues de la cité héraultaise depuis de nombreuses années.

### Le poulain de Saint-Thibéry
L'animal totem de Saint-Thibéry est le poulain (en occitan lo polin),à l'instar de Pézenas. On dit que le premier poulain sorti lors d'un carnaval est apparu à Saint-Thibéry.

### Le drac-truite de la Salvetat-sur-Agout
L'animal totem de la Salvetat-sur-Agout est le drac-truite. Un pêcheur dans l'Agout jette son filet et est entraîné pour se trouver face à une truite monstrueuse. Pour se sauver, le pêcheur promet de donner en mariage une de ses trois filles au sorcier. La plus jeune des filles se sacrifie et rencontre en fait l'amour. Le prêtre du village exorcise la rivière qui devient furieuse. La fille amoureuse se jette pour retrouver le Drac et mourir dans le gouffre (en occitan : gorg) qui depuis s'appelle : font dels nòvis (fontaine des fiancés). Les deux jeunes gens sont sauvés et depuis les couples qui boivent de l'eau de cette source, se marient dans l'année.

### Le Coucaïrous de Saussan
Né en 2004, cet animal est de couleur verte. Il est à la fois dragon et lézard ailé. À l'origine, il est né à la suite d'une pièce de théâtre créée dans le village de Saussan dans les années 1990. Il est le seul animal totem héraultais à avoir une compagne, la « coucaïrette ».
Totem en structure de toile, bougeant dans tous les sens, de façon désordonnée. Il s'envole toujours au-dessus de spectateurs. On peut le voir défiler lors des fêtes de Saussan.
Malgré son jeune âge, ce totem a aussi droit à une origine légendaire. À une époque éloignée où l'eau était rare à Saussan, les porteurs d'eau approvisionnaient le village en puisant l'eau de source dans une grotte. Mais le maître de ces lieux n'était autre que Lo Cogairós (en occitan), le « Cougaïrou ». Ce démon était protecteur des villageois et ne sortait de sa cachette que pour leur porter secours. Un jour, l'animal totem, qui avait mauvais caractère fût dérangé par une jeune fille du village. Furieux, le « coucaïrou » jeta un sort aux Saussanais. Ils eurent la surprise de prononcer leurs paroles à l'envers ! Personne ne pouvait plus se comprendre. La jeune fille se rendit à la source pour présenter ses excuses à l'animal. Il pardonna la jeune enfant et mit fin au sort qu'il avait jeté aux villageois. Une grande fête s'ensuivit, en présence du « coucaïrou ». Depuis lors, il apparaît dans les fêtes du village, notamment pour le Carnaval.

### Le cerf deServian

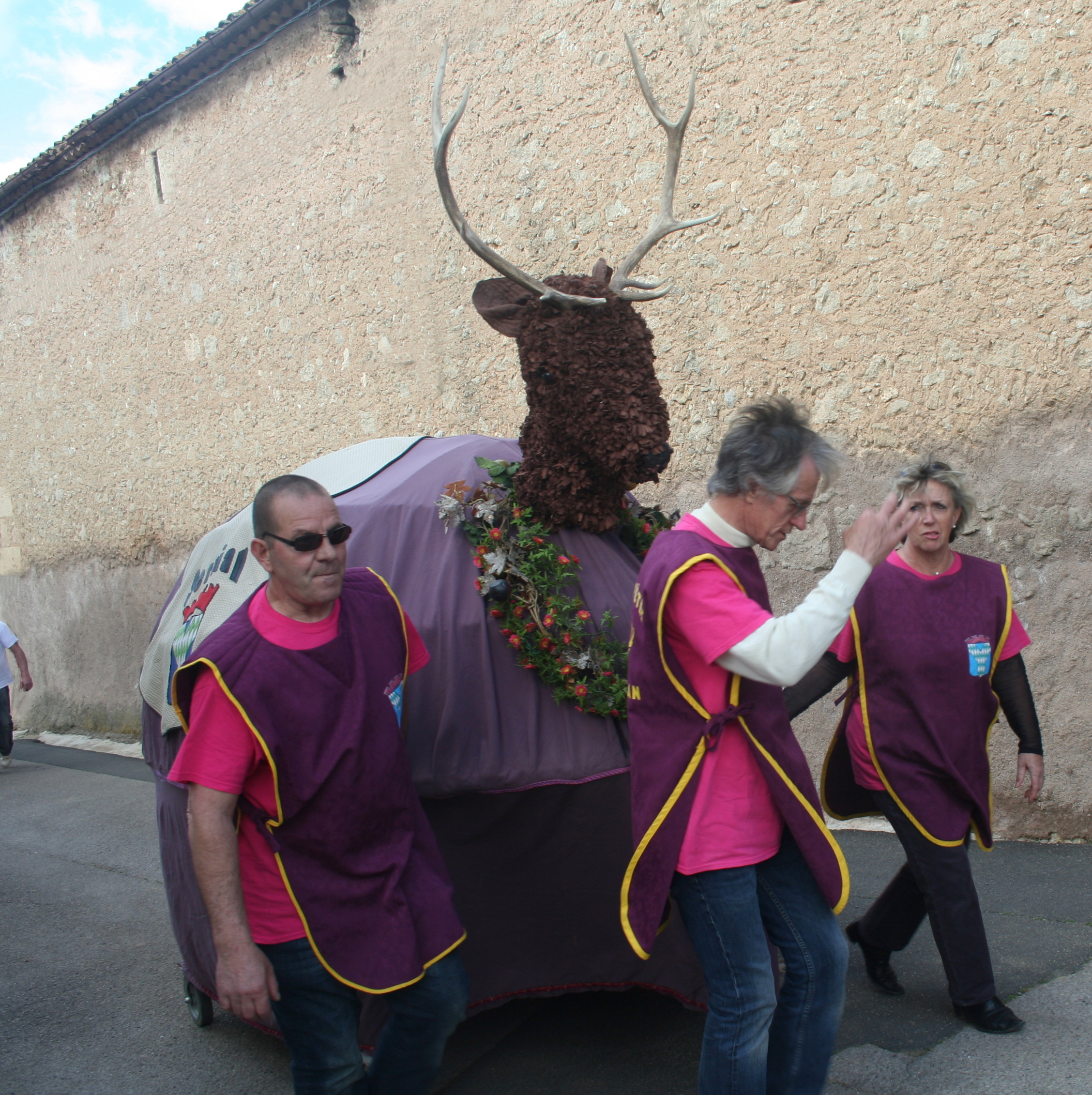
Lo Cèrvi.

Lo Cèrvi : animal magique, sa légende s'inspire d'un fait historique. En l'an 1208 sur ordre du pape Innocent III, une croisade est dirigée contre les hérétiques, Cathares et Albigeois jugés incroyants selon la loi divine de Rome; il faut briser la fierté de ces gens du midi, ces insoumis têtus et tenaces qui font fi des ordres religieux. À la tête de cette armée hétéroclite chargée de la répression figure Simon de Montfort, sanguinaire assoiffé de renommée redouté en tous lieux où il passe. Ainsi Servian, petit village paisible, en cette terre du Languedoc doit être soumis à la vindicte divine. À cette époque, aux alentours du village vit un magnifique et majestueux cerf superbe spécimen qui, tous les matins à l'aube naissante vient s'abreuver à l'eau limpide de La Lène. Le seigneur local, informé, juge utile de s'attribuer ce splendide trophée. Il organise une grande chasse. Après une longue poursuite, le cerf est cerné par la meute lancée à ses trousses. Il ne peut pas s'échapper. Avec courage, il fait front, se bat, puis pousse un brame énorme qui fait fuir tous les chiens au grand dam de leur maitre. Devant tant de courage le seigneur magnanime, lui fait grâce et l'épargne. Le temps passe, Simon de Montfort et sa horde sauvage approchent. Son but : donner l'assaut et conquérir Servian. Mais le cerf se souvient : il doit prouver sa reconnaissance à ce seigneur à qui il doit la vie. Un soir, au clair de lune, il pousse des brames si puissants que cette terre tremble. De ses sabots puissants, il martèle le sol, comme force tambours. Les assaillants, ces pleutres, ces peureux s'enfuient tous en courant inondés de sueur. Ainsi Servian, grâce à ce valeureux cerf, a échappé au pire, un malheureux sort que connaîtra Béziers ce 23 juillet 1209, un massacre sanglant marqué dans les épîtres.
Le cerf est un totem de toile arrondi posée sur une armature métallique, de taille assez courte et l'avant de la structure est constitué d'une immense tête de cerf portant de larges bois. La tête de l'animal est une vraie tête de cerf provenant d'un taxidermiste. À son cou pend un collier composé de boules représentant des fruits et accompagnées de fleurs et de feuilles de vigne. L'animal totémique a été créé en 2005 par le comité des fêtes de Servian. Trop lourd pour être porté, à cause de sa charpente en métal, le cerf repose sur quatre roulettes. Il est donc mû par des « pousseurs » pour le faire avancer. L'animal totem est visible pour les fêtes votives du village, et surtout lors de sa sortie lors du dimanche de Pentecôte.

### Le Pouffre de Sète
Le Pouffre de Sète est un grand poulpe de huit mètres d'envergure dont les bras sont portés par des enfants.
Les huit bras symbolisent toutes les populations d'origines diverses qui composent la population de la ville.
Baptême du Pouffre le 23 octobre 2022 par ses parrain et marraine, le Lion et la Renarde lors du Festival des animaux totémiques.

### Le mulet de Valros
- Si vous ne connaissez pas le sujet, laissez ce bandeau (vous pouvez alors contacter les auteurs).
- Si vous supprimez le contenu mis en cause (vous pouvez préalablement contacter les auteurs),

argumentez précisément cette suppression dans la page de discussion
(un manque de référence n'est pas un argument ; une recherche réelle de référence doit avoir été effectuée, être formellement documentée).
En occitan Lo Muòl (prononcé : lou Miol).

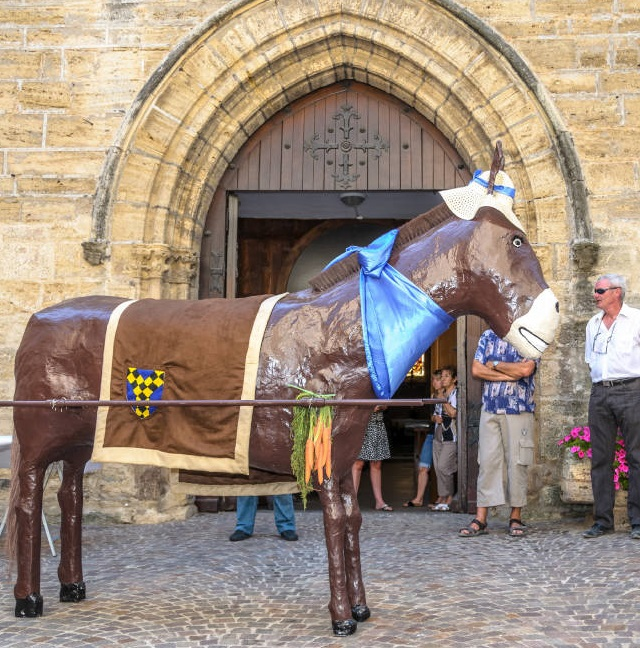
Lo Muòl de Valros.

Créé en 2013, le totem du village de Valros a été inspiré par une vieille légende du temps de l'empereur Charlemagne. Ses qualités de robustesse et de sobriété sont mises à l'honneur. C'est un animal porté ou tracté qui participe déjà aux carnavals  des villages alentour, notamment celui de Servian dont le Cerf est le parrain.
La légende du mulet de Valros
C’était au temps de l’empereur Charlemagne.

Celui-ci, pour mettre de l’ordre dans l’Église de la vallée de l’Hérault y manda le grand saint Benoît d’Aniane. Fils du comte wisigoth de Maguelone, Benoît avait pour ami intime cet autre Goth, Attilion, fondateur de l’abbaye de Saint-Thibéry. « Dès que Benoît avait quelque difficulté ou quelque peine intérieure, il harnachait son petit âne et s’en allait consulter Attilion », nous rapporte son chroniqueur. Peut-être traversait-il alors le territoire de Valros et bénissait-il au passage les quelques viticulteurs qu’il rencontrait dans leurs vignes. Toujours est-il que ceux-ci eurent alors l’idée d’imiter son exemple tant pour leurs déplacements, que pour le travail de la terre, sans pour autant le copier par respect. Ils jetèrent alors leur dévolu sur un cousin du petit âne, et créèrent un élevage de mulets. Ainsi un élevage assez original se développa à Valros. Pour sûr, lorsque Ingelbert et Adaltrude s’unirent, et unirent leurs domaines pour faire de Valros un village, chacun apporta sa mule. C’est sans doute à dos de mulet que leur fils Servus Dei rejoignit son évêché de Gérone.

Par la suite, l’élevage de l’animal posa parfois quelque brouille avec nos voisins mais « allez donc dire à une mule », tentée par les frais herbages des rives de la Thongue à Montblanc. Tellement qu’en l’an de grâce 1748, Louis XV régnant, quelques mulets s’étant égarés sur les terres de nos voisins, les gardes de Sainte-Eulalie voulurent se saisir des mulets de Saint-Étienne. Ce fut l’origine d’une rivalité entre nos deux villages. Ces temps sont révolus et aujourd’hui les deux clochers sont réunis dans la paroisse Saint-Roch-en-Piscénois.
Nos braves bêtes s’illustrèrent encore sous l’empereur Napoléon quand celui-ci guerroyait en Espagne. Mobilisés, les mulets de Valros répondirent à l’appel de la patrie transportant vivres et munitions jusqu’aux pieds des Pyrénées. Et c’est ainsi que notre animal, « vigoureux, sobre et patient », à l’image des viticulteurs de chez nous est devenu l’emblème totémique de Valros. Un conseil, surtout respectez nos filles et nos dames, car souvenez-vous d’une certaine mule, dont le coup de sabot s’est vu jusqu’à Pampérigouste. Ce n’est là bien sûr qu’une légende quoique… méfiez-vous tout de même car il est têtu comme une mule… notre mulet.

### Le «Tamarou» de Pézenas
Le « Tamarou » de Pézenas sort le lundi soir à l'occasion du carnaval de Pézenas, chaque année la veille du Mardi Gras. En occitan, Lo Tamaron.

### Le «Tamarou» de Vendargues
En occitan, Lo Tamaron. 

### La chèvre deVias
Bien avant le poulain de Vias, il existait la Cabreta (prononcer la cabreto, en occitan) de Vias. La Cabreta a perdu de son aura avec l'apparition des « chevalets ».

### Le poulain de la fève de Vias
Une famine frappait Vias, où il ne restait plus comme animaux qu'un bœuf et un poulain. De jeunes Viassois affamés volèrent le bœuf pour le tuer et le manger. Le poulain apeuré s'enfuit hors de la ville. Jeannette partie dans la garrigue ramasser des salades, aperçut le poulain qui la conduisit jusqu'à un champ de fèves  dont se régalèrent les Viassois. Le poulain a eu la vie sauve et est devenu lo Pouli de la Fabo, animal totémique de la ville (lo Polin de la Fava, en écriture normalisée).

### Le «Veydrac» ou «Védrac» deVilleveyrac
Animal totémique sorti pour la première fois dans le village lors du Carnaval des enfants de l'école Ferdinand Buisson en 1988. Lors de sa énième sortie du 21 mars 1994, l'animal totémique est célébré par une carte postale éditée par l'Omac (office municipal action culturelle ) de Villeveyrac pour la 5ème semaine culturelle de Villeveyrac en mai 1994.

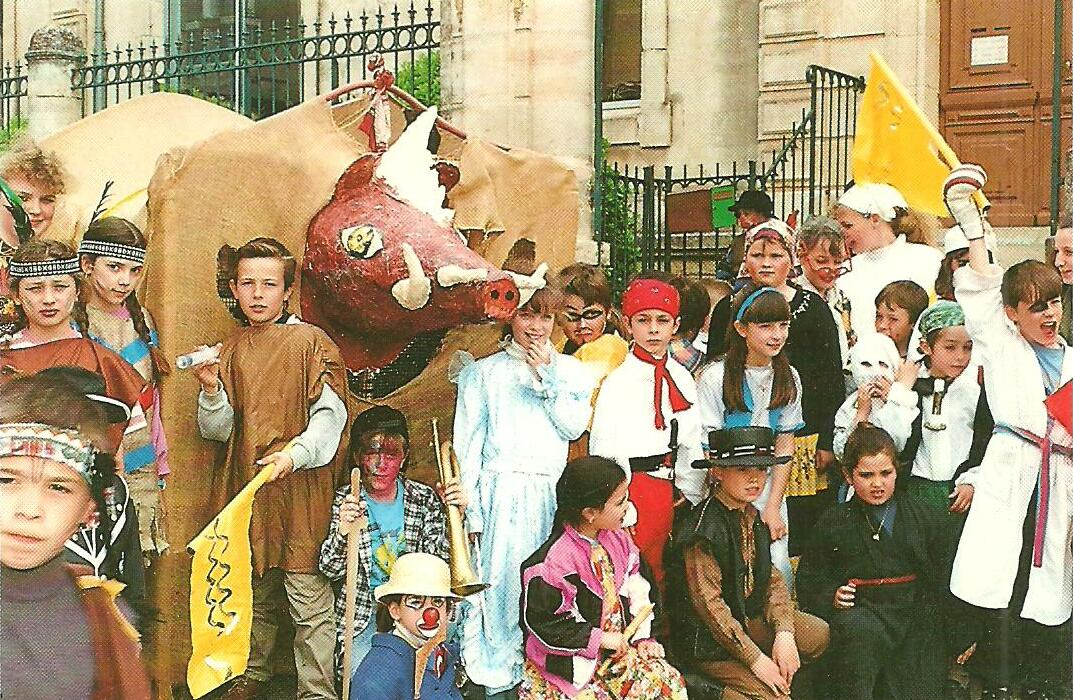

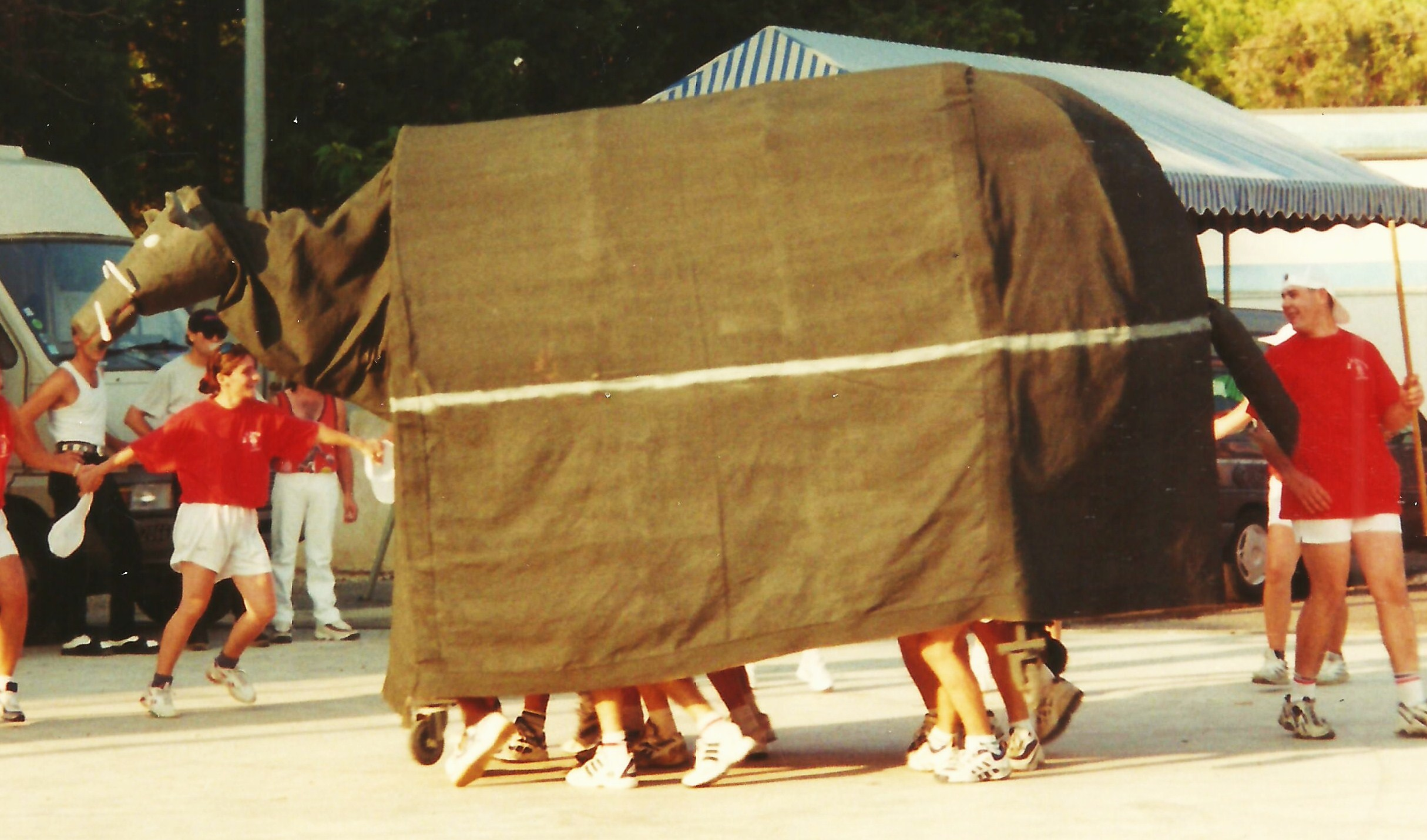
Lou Védrac le 15 août 1997 pour la fête du village.

Ci-contre : photo Imaghérault - Omac : sortie du Védrac ou drac-sanglier pour le carnaval des enfants de l'école F. Buisson, animal fantastique grand amateur de truffes noires dont il tire sa force. 1994.
Ce totem ressemble à la fois à un phacochère, à un pécari ou un hylochère. En occitan, cet animal s'appelle, Lo Veidrac (prononcer « Lou beidrac ») - ou lou Vedrac (prononcer lou Védrac, lou Bédrac ).
LÉGENDE :
«En ce temps là, Villeveyrac était un pays sauvage, occupé par les Sautarochs*. Ici, vivait aussi un drac, une créature mystérieuse. C'était une sorte de gros sanglier, avec quatre dents grandes comme des cornes de vache, sur son dos des épines pointues et raides comme des pieux. Le Veydrac, comme on le surnommait se nourrissait d'étranges boules noires qu'il déterrait dans la garrigue. On disait qu'il crachait du feu et mangeait les enfants … chacun racontait la sienne !
Au Village, la vie suivait son cours. Les paysans plantaient des vignes, des oliviers ,des amandiers et construisaient des capitelles. Les chèvres et les brebis paissaient toujours plus loin.
Le Veydrac se sentant menacé se mit à détruire cultures et capitelles et à égorger le bétail. La terre devint toute rouge et l'est encore aujourd'hui !
Les sautarochs tentèrent d'arrêter le massacre mais devant le force de la bête, ils perdirent le combat.
Péquelette et Péquélou, deux enfants du village cherchèrent une solution… Un matin Péquélou s'approcha du territoire du drac et vit qu'il mangeait ces fameuses boules noires dont il tirait sa force. Le garçon en vola une qu'il ramena au village et Péquélette la déposa dans le panier des œufs. La mère fit une omelette : Quel parfum !!!
Vous l'aurez deviné , le Veydrac aimait les truffes !
La suite de l'histoire dit que Péquélou affronta le Veydrac en  brandissant une énorme truffe. Ce dernier impressionné s'enfuit .
Mais j'aime à croire que Péquélou réussit à apprivoiser l'extraordinaire animal et qu'ils partagèrent le trésor !»
* sautarochs (prononcer saoutaroc, saute-rochers) est le gentilé en occitan attribué aux villeveyracois.
L'istòria del Veydrac :
«D'aquel temps, lo país de Vilamanda, era un país salvatge. Los òmes que i demoravan se disiàn los Sautaròchs.
Dins aquel país passejava un drac , una creatura misteriosa. Era una mena de gròs singlar . Aviá  4 dents tan belas coma las banas d'una vaca. E sus l'esquina, d'espinas punchudas e reddas coma de pals. N'i an que disian qu'escopissià lo fuòc,que manjava los enfants… enfin cad'un contava la sèuna…
La vida contunhèt … los paisans plantèron de vinhas, d'oliviers, d'ametliers. Bastiguèron de capitèlas… Las fedas e las cabras anavan paisser totjorn mai luènh. Lo Veidrac se sentissiá amenaçat. Alara, arranquèt las vinhas, tombèt las capitèlas e escorjèt lo bestial (la terra n'es encara tota rotja de la sang)
Los sautarochs ensagèron d'arrestar lo massacre mas bèstia èra mai fòrta. Un pauc moquets dintrèron al vilatge.
Pequeleta e Pequelon, dos mainatges de Vilamanda se curava la clòsca. Un matin Pequelon s'aprochèt del domeni del drac. Lo còr li fasiá tifa-tafa quora te vejèt lo Veidrac. Manjava de bolas negras e d'aqui tirava sa fòrça.
Pequelon ne raubèt una e tornèt al vilatge. Pequeleta la  pausèt dins la banasta dels uòus. La maire ne faguèt une pascada :Quane sentit !!! … L'auretz devinat, lo Veidrac  aimava las trufas !
La seguida de l'istitòria diguèt que Pequelon tornèt veire lo Veidrac amb una trufa grossassa. Aital faguèt creire al Veydrac qu'èra mai fort qu'èl ! Aquel, impressionat fugiguèt …
N'i an que disou que Pequelon l'auriá  amanhagat e que partejan lo tresaur !»